# 70. rocznica powstania w getcie warszawskim
70. rocznica powstania w getcie warszawskim – uroczyste obchody powstania w getcie warszawskim w kwietniu i maju 2013. Organizatorami obchodów byli: Miasto Stołeczne Warszawa, Dom Spotkań z Historią, Muzeum Historii Żydów Polskich Polin oraz Muzeum Powstania Warszawskiego. Honorowy Patronat nad obchodami 70. rocznicy Powstania w Getcie Warszawskim objął Prezydent Rzeczypospolitej Polskiej Bronisław Komorowski.
Organizatorami projektów towarzyszących byli: Filharmonia Narodowa, Fundacja Humanity in Action, Fundacja im. prof. Mojzesza Schorra, Fundacja Rodziny Nissenbaumów, Fundacja Shalom, Gmina Wyznaniowa Żydowska w Warszawie, Instytut Filozofii i Socjologii Państwowej Akademii Nauk, Centrum Badań nad Zagładą Żydów, Instytut Pamięci Narodowej, Masa Krytyczna, Stowarzyszenie Żydowskie Motywy, Stowarzyszenie Żydów Kombatantów i Poszkodowanych w II Wojnie Światowej, Teatr Żydowski im. Estery Rachel i Idy Kamińskich, Towarzystwo Społeczno-Kulturalne Żydów w Polsce, Urząd Dzielnicy Śródmieście m.st. Warszawy, Urząd Dzielnicy Wola m. st. Warszawy oraz Żydowski Instytut Historyczny im. Emanuela Ringelbuma.
W obchodach wzięło udział dwoje uczestników ruchu oporu w getcie warszawskim – Chawka Folman-Raban i Symcha Rotem.

## Symbol 70. rocznicy

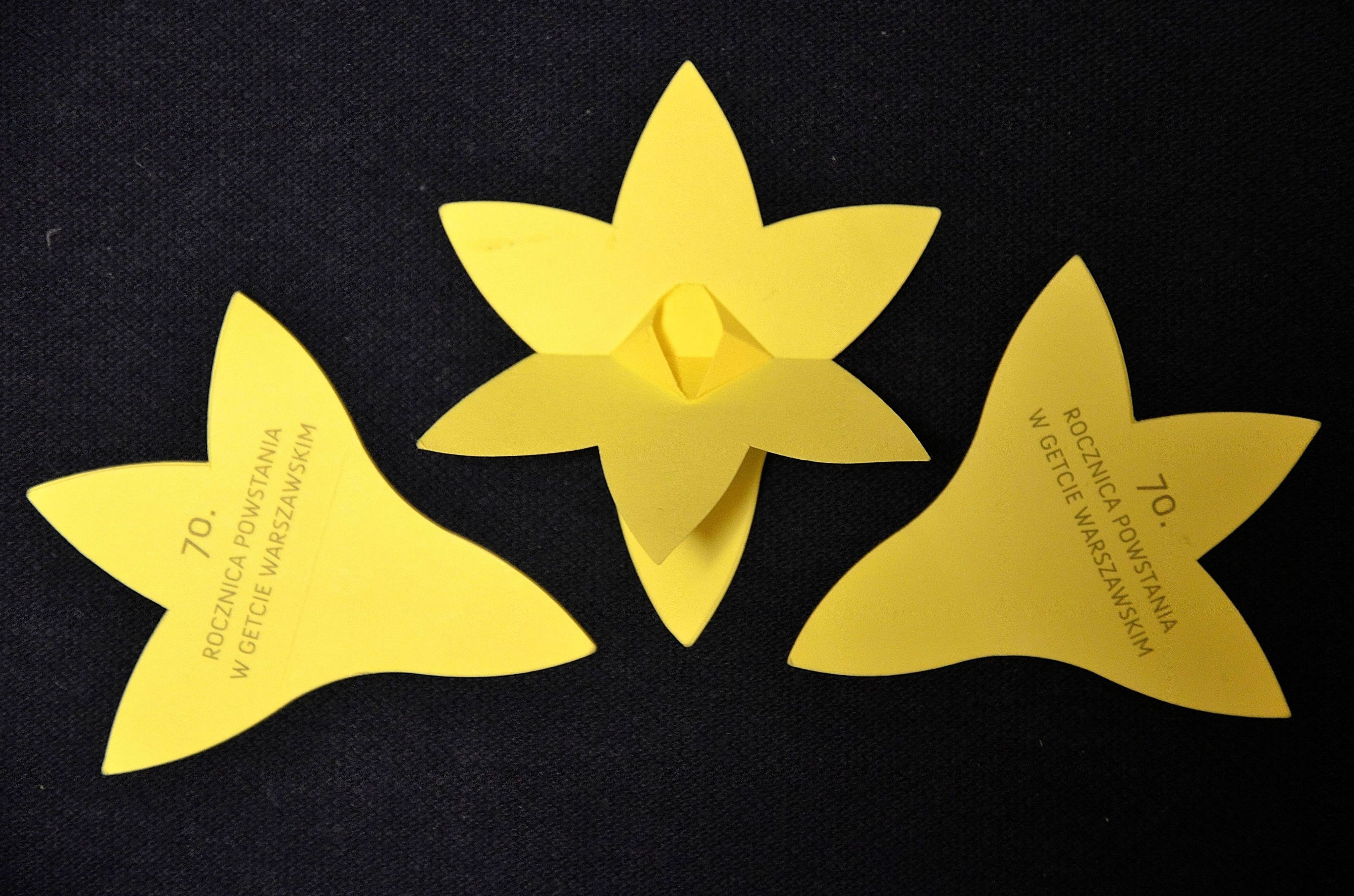
Papierowy żonkil – symbol obchodów 70. rocznicy powstania w getcie warszawskim

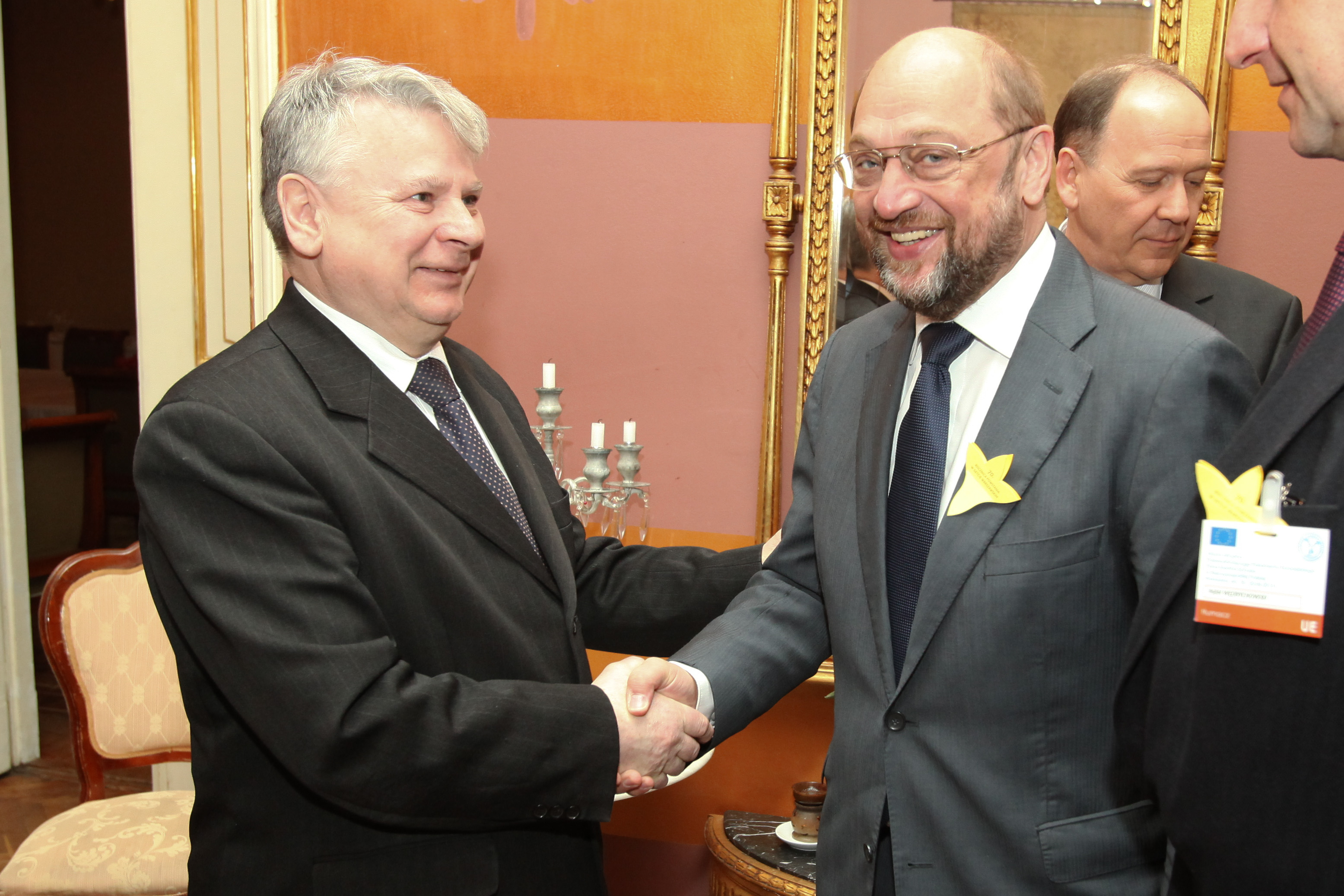
Przewodniczący Parlamentu Europejskiego Martin Schulz z papierowym żonkilem w klapie marynarki na spotkaniu z Marszałkiem Senatu Bogdanem Borusewiczem

Symbolem obchodów 70. rocznicy Powstania w Getcie Warszawskim był żonkil – kwiat, którego płatki układają się w kształt sześcioramiennej gwiazdy. W każdą rocznicę żydowskiego zrywu żonkile kładł pod pomnikiem Bohaterów Getta ostatni dowódca powstania – Marek Edelman.
Autorką projektu papierowego żonkila była Helena Czernek. Razem z Klarą Jankiewicz była odpowiedzialna za identyfikację wizualną obchodów.

## Kalendarium wydarzeń

### „Klamerus. Własna historia”
W związku z obchodami rocznicy powstania w getcie warszawskim Galeria Studio zorganizowała wystawę prac Władysława Klamerusa: „Klamerus. Własna historia”. Artysta nie mógł pamiętać świata, który został unicestwiony w czasie wojny, jednak jego twórczość powstawała w głębokim związku z niematerialnymi śladami świata żydowskich miasteczek, cmentarzy, ludzi. W chrześcijańskim symbolu krzyża utkanym z traw przez Klamerusa, przez dziurę, którą tworzy brak postaci Chrystusa, widać świat. Utkane z sizalu macewy z motywami przetworzonych żydowskich symboli nagrobnych podkreślają przemijalność, ale też, podobnie jak jego rzeźby kamienne, mówią o przynależności ludzkich historii do świata natury. Wystawa czynna od 20 marca do 5 maja w Teatrze Studio im. S.I. Witkiewicza, Pl. Defilad 1 (Pałac Kultury i Nauki). Wstęp wolny.

### 3 kwietnia
- Wykład dr. Szymona Niedzieli „Zarys historii Żydów warszawskich”; Muzeum Powstania Warszawskiego, Audytorium Jana Nowaka-Jeziorańskiego; godz. 18.00

### 10 kwietnia
- Wykład Zofii Zańko „Anielewicz-Cukierman-Edelman: trzech przywódców z warszawskiego getta”; Muzeum Powstania Warszawskiego, Audytorium Jana Nowaka-Jeziorańskiego; godz. 18.00

### „Za murem. Jak powstawało warszawskie getto – fotografie z 1940 roku”
Archiwum Państwowe m.st. Warszawy, Stowarzyszenie Przyjaciół Archiwum Państwowego m.st. Warszawy, Dom Spotkań z Historią zorganizowały wystawę „Za murem. Jak powstawało warszawskie getto – fotografie z 1940 roku”; Od 11 kwietnia do 16 maja; Dom Spotkań z Historią, ul. Karowa 20. Wstęp wolny

### 13 kwietnia
- Warsztaty piosenki jidysz czasów okupacji. Warsztaty poprowadziła Teresa Wrońska. Zajęcia odbyły się w siedzibie Centrum Kultury Jidysz przy ul. Andersa 15; godz. 11.00
- Warsztaty dla dzieci „Opowieści przypowieści z Krochmalnej”. Warsztaty realizowane w Centrum Kultury Jidysz przez trenerki Fundacji MaMa Annę Pietruszkę-Dróżdż i Patrycję Dołowy. Zajęcia poświęcone ulicom Muranowa (tym razem Krochmalnej) – zarówno tych związanych z dawną żydowską dzielnicą, tych z modernistycznej dzielnicy-ogrodu i wreszcie tych współczesnych. Trenerki przybliżyły dzieciom historię ulicy Krochmalnej i jej teraźniejszość. Rozmawiały z dziećmi o sąsiadach, o zabawach kiedyś i dziś, o dawnych zawodach. Pokazały dzieciom to, jak zmieniła się przestrzeń Muranowa, co, a przede wszystkim kto, z niego zniknął. Centrum Kultury Jidysz przy ul. Andersa 15; godz. 11.00

### „Tu NIE latają motyle”
Towarzystwo Społeczno-Kulturalne Żydów w Polsce zorganizowało w rzymskokatolickim kościele Wszystkich Świętych przy pl. Grzybowskim 3/5 wystawę „Tu NIE latają motyle”. Wystawa jest wyborem rysunków dziecięcych, cudem uratowanych z okresu Holocaustu, przygotowana oryginalnie w 1995 roku przez Ernestynę Hanf Boksenbaum odpowiedzialną za materiały oryginalne w Jad Waszem we współpracy z Caixa Girona, była pierwszą poważną wystawą poświęconą tematyce Holocaustu zaprezentowaną w Hiszpanii. Wystawa czynna od 14 kwietnia do 16 maja. Wstęp wolny.

### 14 kwietnia

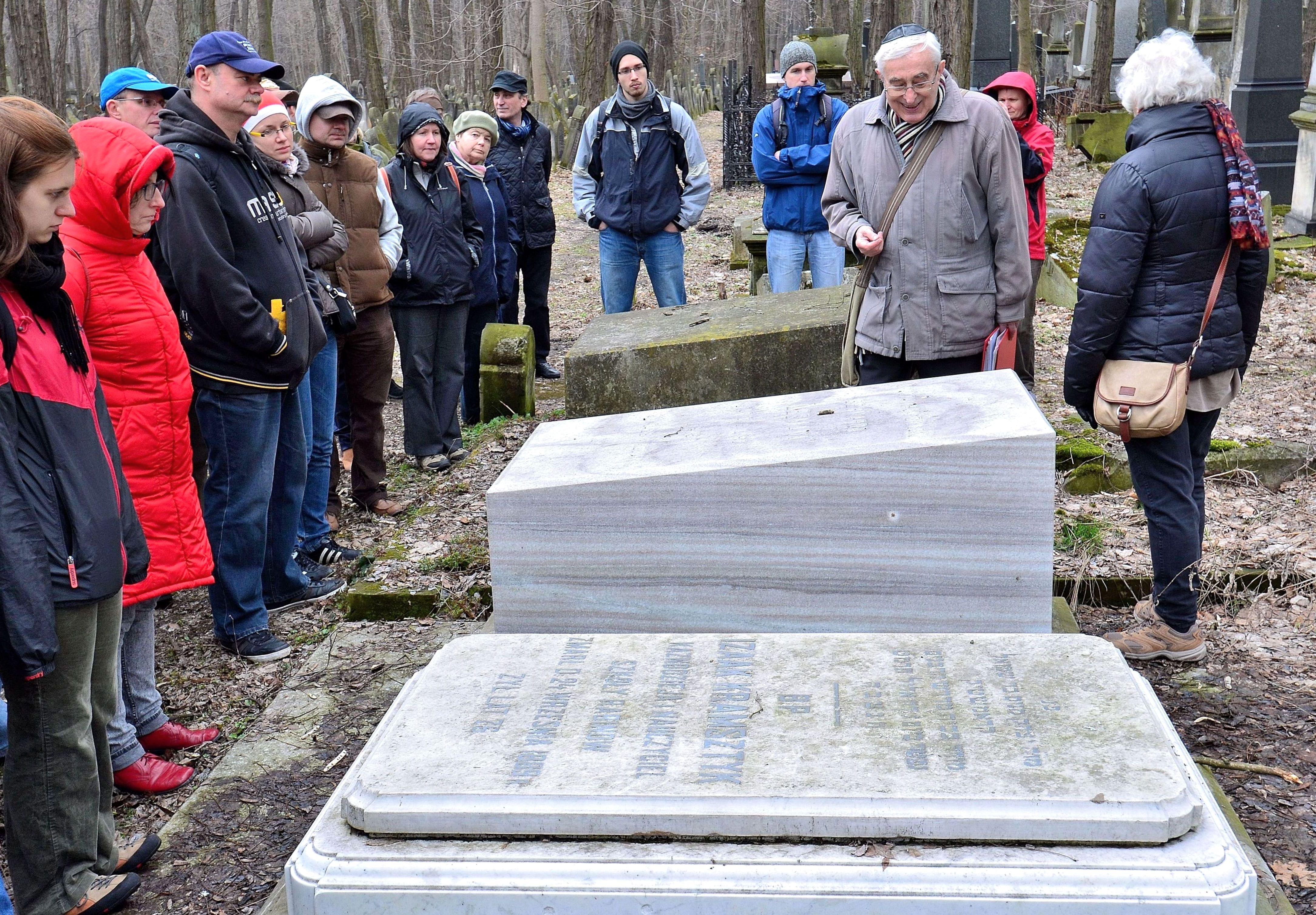
Uczestnicy akcji porządkowania cmentarza żydowskiego przy ulicy Okopowej z Janem Jagielskim

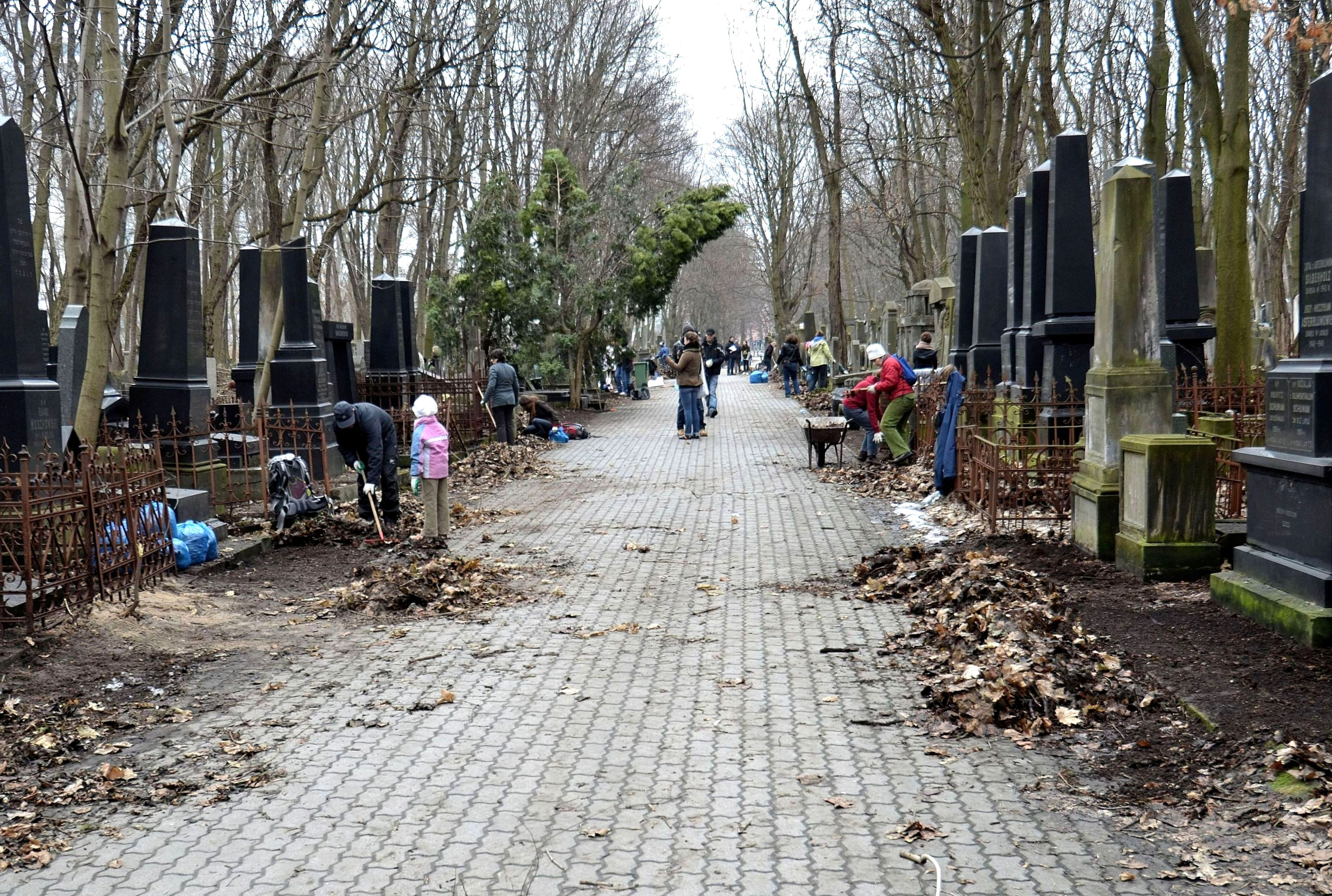
Porządkowanie grobów w alei głównej cmentarza

- 11.00–16.00 – akcja porządkowania Cmentarza Żydowskiego zorganizowana we współpracy z Ochotniczym Hufcem Porządkowania Cmentarza Żydowskiego im. J. Rajnfelda. Akcja została poprzedzona krótkim wykładem historycznym Jana Jagielskiego i spacerem po największej żydowskiej nekropolii Warszawy.

### „Żydowscy chłopcy idziemy w bój”
Stowarzyszenie Warszawa w Europie zorganizowało plenerową wystawę „Żydowscy chłopcy idziemy w bój”. Ekspozycja opowiada historię Bundu, od jego powstania w Imperium Rosyjskim pod koniec XIX wieku, poprzez rozkwit w II Rzeczypospolitej, walkę podziemną z niemieckim okupantem, Powstanie w Getcie Warszawskim, Holocaust, aż po rozwiązanie organizacji w 1949 roku. Ekspozycji towarzyszy bezpłatny folder, dystrybuowany z kieszeni umieszczonej na stelażu ekspozycji. Ekspozycja znajduje się na Pl. Zamkowym na wysokości wieży kościoła Św. Anny od 15 kwietnia do 14 maja.

### 17 kwietnia
- Sejm Rzeczypospolitej Polskiej przyjął przez aklamację uchwałę składającą hołd powstańcom. Posłowie zaznaczyli, że powstanie było heroiczną próbą przeciwstawienia się planom ostatecznej likwidacji getta[3][4]:

Powstanie w Getcie Warszawskim wybuchło w wigilię żydowskiego święta Paschy, w dniu 19 kwietnia 1943 roku. Ostatnie walki ustały w połowie maja. Powstanie było heroiczną próbą zbrojnego przeciwstawienia się planom ostatecznej likwidacji Getta realizowanym przez Niemców na rozkaz Heinricha Himmlera, zakładającym deportację Żydów do obozów zagłady i ich uśmiercenie. Był to pierwszy miejski bunt zbrojny w okupowanej przez Niemców Europie.
Żydowska Organizacja Bojowa dowodzona przez Mordechaja Anielewicza i Żydowski Związek Wojskowy pod wodzą Pawła Frenkla podjęły akcję przeciwko hitlerowskim oddziałom Jürgena von Stroopa wkraczającym do Getta Warszawskiego. W obronie ludzkiej godności żydowscy powstańcy chwycili za broń. Walka była wyrazem protestu przeciwko obojętności świata na Zagładę, a także wyrazem heroicznego buntu. Polskie Państwo Podziemne wspierało powstańców, dostarczając im broń, amunicję i żywność, jednocześnie przekazując światu informację o męstwie i heroicznej walce. W dniu 16 maja Niemcy wysadzili w powietrze Wielką Synagogę na Tłomackiem. Był to symboliczny koniec powstania w Getcie Warszawskim. Całe Getto zostało spalone, a ruiny wysadzone w powietrze.
Sejm Rzeczypospolitej Polskiej w 70. Rocznicę wybuchu Powstania w Getcie Warszawskim składa hołd ofiarom i bohaterom Powstania, którzy swym męstwem i ofiarnością zasłużyli na podziw, szacunek i pamięć następnych pokoleń.

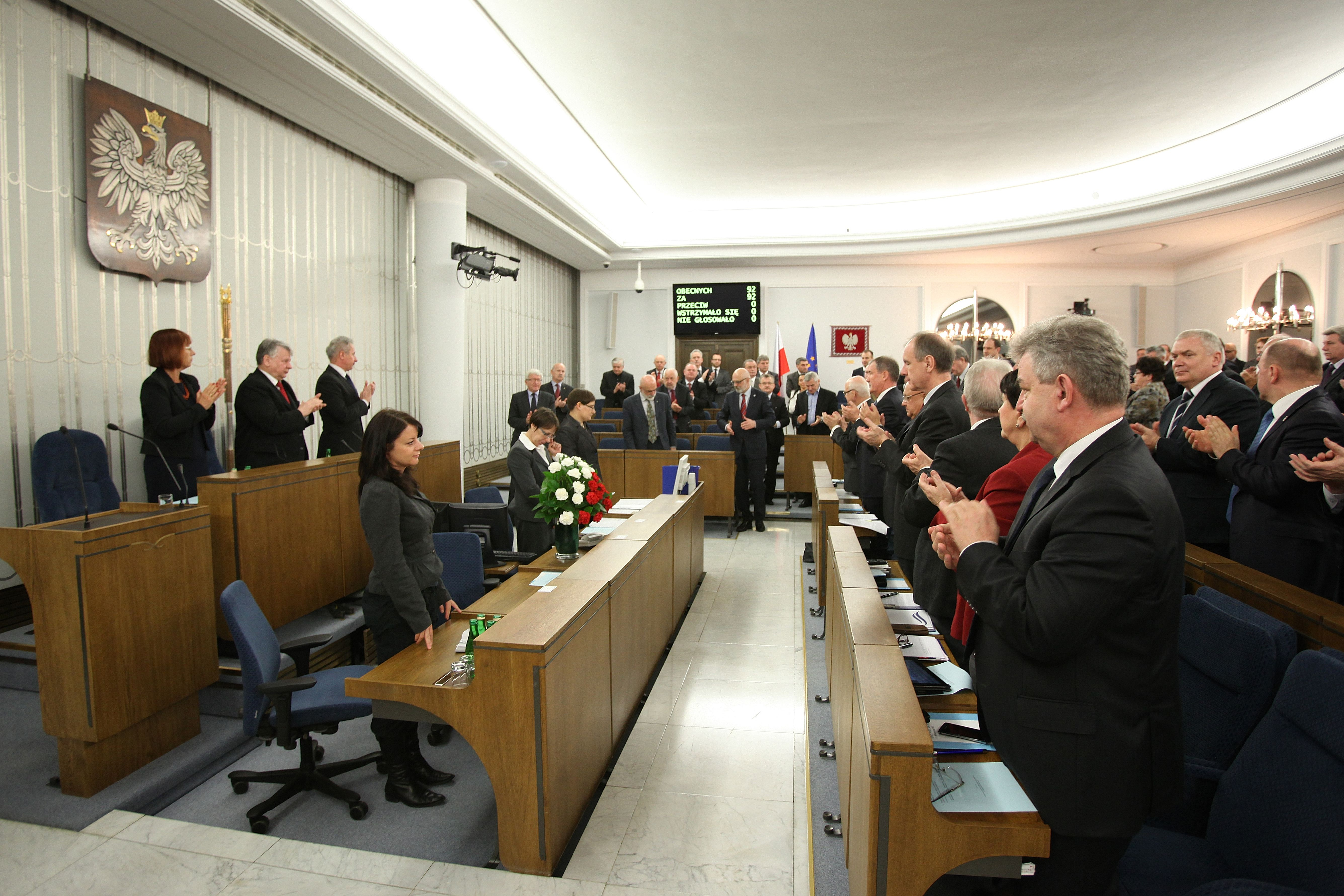
Przyjęcie przez Senat Rzeczypospolitej Polskiej uchwały w sprawie 70. rocznicy powstania w getcie warszawskim

- Tego samego dnia uchwałę w sprawie 70. rocznicy powstania jednogłośnie przyjął również Senat Rzeczypospolitej Polskiej[5]:

19 kwietnia 1943 roku wybuchło Powstanie w Getcie Warszawskim. Było ono odpowiedzią na zarządzoną przez Niemców akcję ostatecznej likwidacji resztek dzielnicy żydowskiej w stolicy okupowanej Polski.
Do bohaterskiej walki przeciw regularnym niemieckim oddziałom wojskowym i policyjnym, wspieranym przez kolaboranckie formacje ukraińskie i łotewskie, stanęli słabo uzbrojeni bojownicy zorganizowani głównie w Żydowskiej Organizacji Bojowej dowodzonej przez Mordechaja Anielewicza i Marka Edelmana oraz Żydowskim Związku Wojskowym dowodzonym przez Pawła Frenkla i Leona Rodala. Nierówny bój trwał kilka tygodni. Zakończył się krwawą pacyfikacją oraz ostateczną likwidacją getta. Zginęli bądź zostali wywiezieni do obozów zagłady wszyscy jego mieszkańcy. Symbolem zagłady getta w Warszawie było wysadzenie przez Niemców 16 maja 1943 roku Wielkiej Synagogi przy ul. Tłomackie.
W 70. rocznicę wybuchu Powstania w Getcie Warszawskim Senat Rzeczypospolitej Polskiej oddaje hołd Żydom, polskim obywatelom, którzy w obliczu zagłady przeciwstawili się złu. Ich heroiczny opór był świadectwem wielkiego hartu ducha i zasługuje na wieczną pamięć. Na szacunek i pamięć zasłużyli także ci, którzy na różne sposoby starali się pomagać walczącym powstańcom. Godzi się również przypomnieć, iż w proteście przeciwko obojętności świata wobec powstania i w geście solidarności z ginącymi powstańcami 12 maja 1943 roku popełnił samobójstwo polityk Bundu Szmul Zygielbojm, członek Rady Narodowej RP w Londynie.
Powstanie w Getcie Warszawskim, a także zbrojny opór wobec likwidacji gett w Białymstoku, Częstochowie, Sosnowcu i Będzinie oraz zbrojne wystąpienia w obozach śmierci w Treblince i w Sobiborze stanowią ważną część historii Polski.

- Otwarcie wystawy „Sztuka polska wobec Holokaustu” w Żydowskim Instytucie Historycznym. Zaprezentuje zarówno prace artystów, którzy wojnę i Holocaust widzieli na własne oczy, jak m.in. Tadeusza Kantora, Andrzeja Wróblewskiego, Aliny Szapocznikow, Magdaleny Abakanowicz, jak i tych którzy już po zakończeniu wojny mierzyli się z tematem bolesnej, nieprzyswojonej pamięci o Zagładzie. Ich prace zostaną zestawione z dziełami artystów młodszego pokolenia, m.in. Mirosława Bałki, Zbigniewa Libery, Wilhelma Sasnala, Artura Żmijewskiego, Rafała Jakubowicza podejmującymi temat pamięci o Holokauście w momencie, w którym umierają ostatni świadkowie. Zaprezentowane zostaną również projekty i fotogramy najlepszych realizacji architektonicznych i pomników upamiętniających Holocaust. Całość ekspozycji dopełnią czytane fragmenty poezji poruszającej problem Zagłady, zainstalowane w tzw. sound showers.

- Opublikowanie w Internecie przez Instytut Pamięci Narodowej polskiego wydania tzw. raportu Jürgena Stroopa[6].

### 18 kwietnia

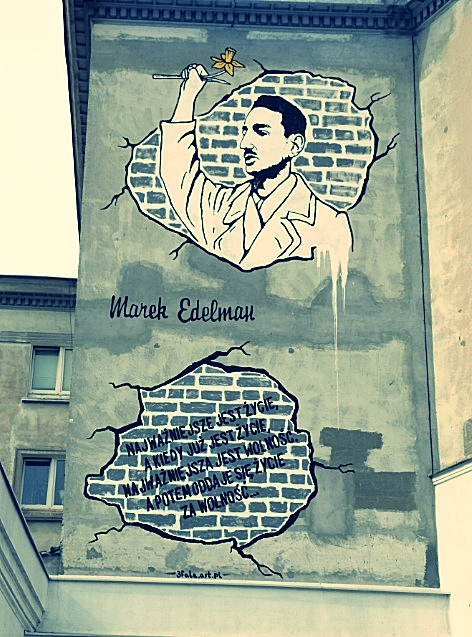
Mural Marka Edelmana – „Najważniejsze jest życie, a kiedy już jest życie, najważniejsza jest wolność. A potem odda się życie za wolność...”

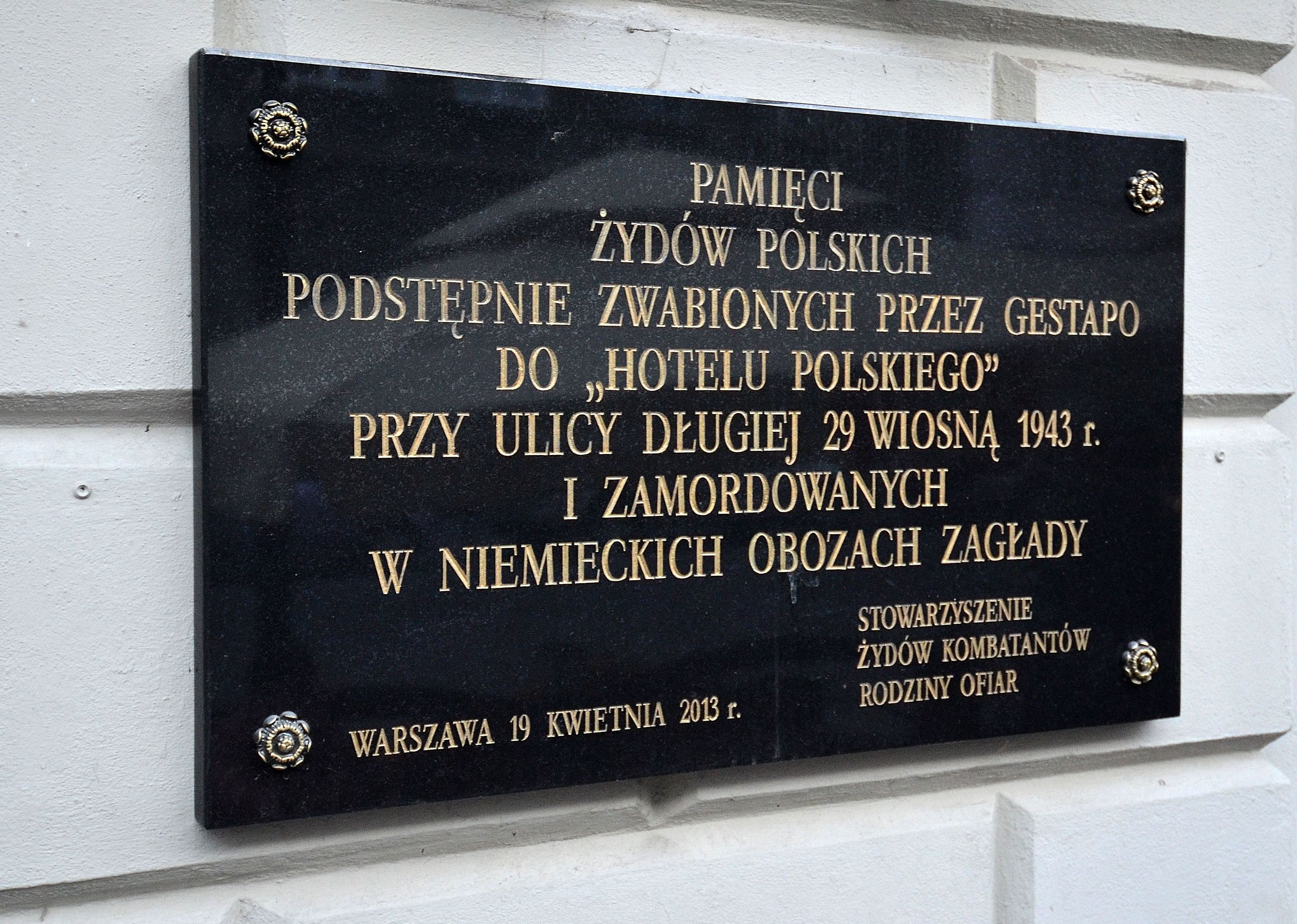
Tablica pamiątkowa odsłonięta 18 kwietnia na budynku dawnego Hotelu Polskiego

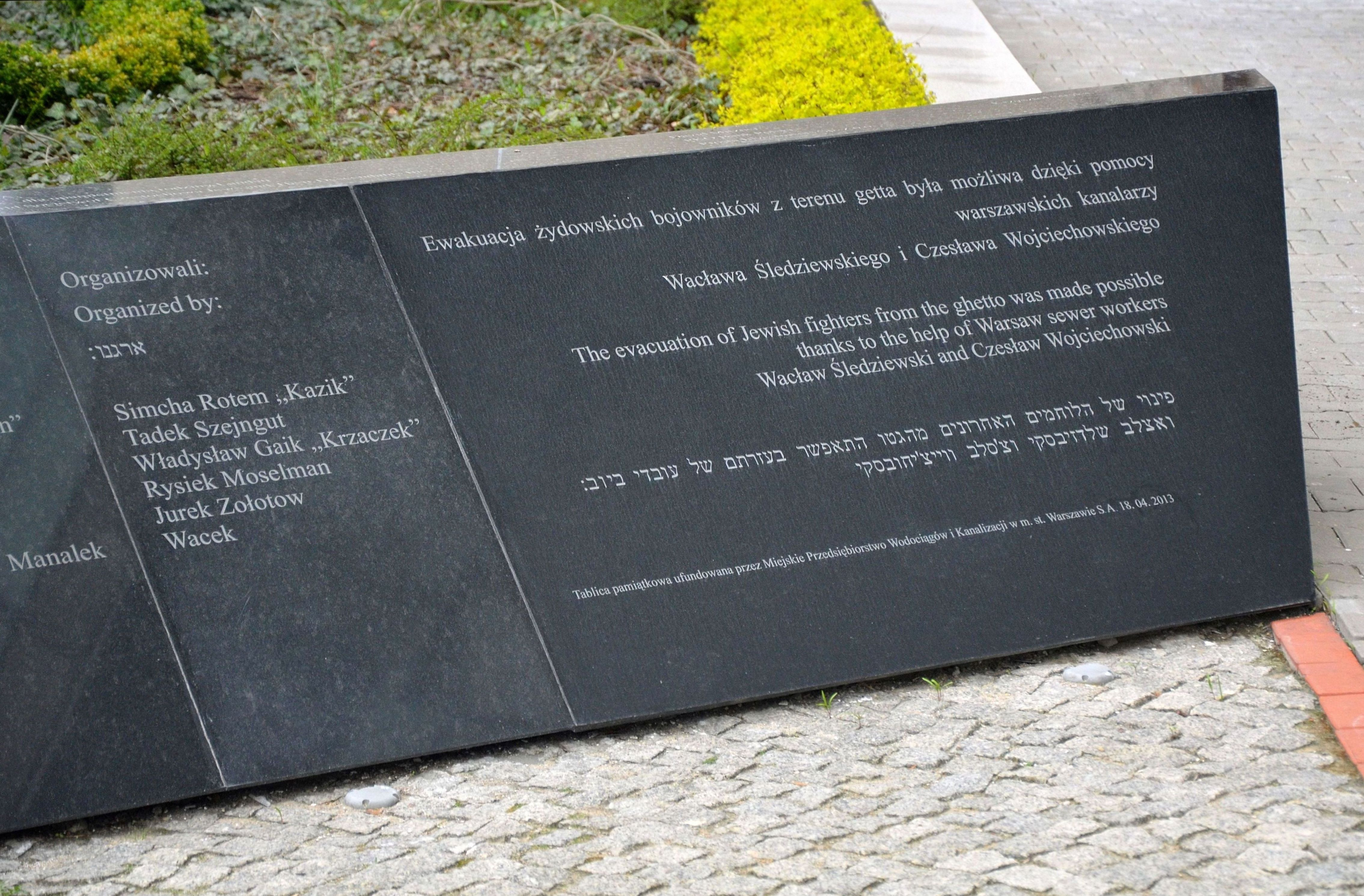
Tablica upamiętniająca warszawskich kanalarzy przy pomniku Ewakuacji Bojowników Getta Warszawskiego odsłonięta 18 kwietnia

- Ruta – strażniczka Archiwum Ringelbluma: Reportaż filmowy o Rucie Sakowskiej, która od lat 50. w Żydowskim Instytucie Historycznym pracowała nad upowszechnieniem Archiwum Ringelbluma. Projekcja odbędzie się w siedzibie Fundacji im. prof. Mojżesza Schorra (ul. Twarda 6). Organizator: Fundacja im. prof. Mojżesza Schorra

- Uroczysty koncert w Teatrze Wielkim: Uroczysty koncert w wykonaniu Izraelskiej Orkiestry Filharmonicznej pod dyrekcją Zubina Mehty. Wstęp wyłącznie na zaproszenia. Autor projektu oraz kierownictwo artystyczne – Gołda Tencer.

- Askara dla pamięci: Symboliczna uroczystość pod Pomnikiem Bohaterów Getta dla upamiętnienia bojowników getta warszawskiego z udziałem solistów Israel Philharmonic Orchestra i Zubina Mehty. Organizator: Fundacja Shalom

- Odsłonięcie muralu Marka Edelmana; ul. Nowolipki 9b, godz. 18.00[7]

- Odsłonięcie tablicy pamiątkowej na budynku dawnego Hotelu Polskiego przy ulicy Długiej 29.

- Odsłonięcie przy pomniku Ewakuacji Bojowników Getta Warszawskiego tablicy upamiętniającej kanalarzy Wacława Śledziewskiego i Czesława Wojciechowskiego, którzy w maju 1943 pomogli w ewakuacji grupy żydowskich powstańców (m.in. Cywii Lubetkin, Michała Rozenfelda i Marka Edelmana) na stronę „aryjską”. Tablica została ufundowana przez Miejskie Przedsiębiorstwo Wodociągów i Kanalizacji w Warszawie.

### 19 kwietnia
- Uroczystości pod pomnikiem Bohaterów Getta. Uroczystości rozpocznie wycie syren oraz bicie w dzwony kościelne. Po części oficjalnej pod pomnikiem odbędzie się, jak co roku, przemarsz trasą walk w getcie pod pomnik Umschlagplatz. Część oficjalna kontynuowana w budynku Muzeum Historii Żydów Polskich. Podczas uroczystości Symcha Ratajzer-Rotem został odznaczony Krzyżem Wielkim Orderu Odrodzenia Polski

Istotą powstańczego zrywu było swoiste prawo do godności, nie tylko do godnego umierania, ale do godnego walczenia z bronią w ręku.
Powstanie było wyzwaniem rzuconym przez żydowskich powstańców prosto w twarz oprawcom. Ale było też oskarżeniem o bierność i nieskuteczność całego wolnego świata. Świata, który nie potrafił pomóc, choć wiedział m.in. za pośrednictwem Jana Karskiego, emisariusza polskiego państwa podziemnego i naocznego świadka dramatu umierania warszawskiego getta.
Historia tamtych strasznych, ale i heroicznych dni jest ważną częścią ideowego fundamentu współczesnego państwa Izrael. Jest ważnym punktem odniesienia dla każdej walki o ludzką godność, o prawa człowieka we współczesnym świecie.
Ale dla nas Polaków Powstanie w Warszawskim Getcie jest też cząstką naszej polskiej historii, naszej tradycji powstań narodowych. Jest cząstką historii heroicznego miasta Warszawy!
W wielu regionach Europy Środkowej i Wschodniej były skazane na zagładę getta. We wszystkich podbitych i uzależnionych przez hitlerowską III Rzeszę krajach ginęły całe społeczności żydowskie. Ale to tutaj, na ziemi polskiej, polscy Żydzi podjęli nierówną walkę z bronią w ręku o godność i prawa narodu, o godność człowieka.
To powstanie sięga do prawzoru walki Dawida z Goliatem, ale i do tradycji powstań polskich XIX i XX wieku, do pięknej karty wiele polskich Żydów walczących w powstaniach za wolność naszą i waszą.
Dlatego mają rangę wyjątkowego symbolu te słynne dwie flagi – biało-niebieska i biało-czerwona zatknięte obok siebie nad warszawskim gettem przez członków Żydowskiego Związku Wojskowego, gdy toczyli bój na Placu Muranowskim razem, ramię w ramię z przybyłymi na pomoc żołnierzami polskiego podziemia.
Trzeba dbać, aby pamięć o tych dwóch flagach trwała i pomagała budować współczesne relacje polsko-żydowskie i polsko-izraelskie.
Takich niezwykłych, przemawiających do serc polskich i żydowskich symboli jest wiele. Warto je wydobywać z mroków historii i czynić drogowskazami dnia dzisiejszego.
Jestem pewien, że w tym wielkim dziele odegra doniosłą rolę powstające tutaj, tuż obok Pomnika Bohaterów Getta, Muzeum Historii Żydów Polskich.

| Instytucja                                                                                             | członkowie delegacji |
| --- | --- |
| Prezydent Rzeczypospolitej Polskiej                                                                    | Bronisław Komorowski |
| Rada Ministrów                                                                                         | premier Donald Tusk minister kultury i dziedzictwa narodowego Bogdan Zdrojewski minister edukacji narodowej Krystyna Szumilas sekretarz stanu w Kancelarii Prezesa Rady Ministrów Władysław Bartoszewski podsekretarz stanu w ministerstwie spraw zagranicznych Jerzy Pomianowski |
| Sejm Rzeczypospolitej Polskiej                                                                         | marszałek Ewa Kopacz |
| Senat Rzeczypospolitej Polskiej                                                                        | marszałek Bogdan Borusewicz |
| Prezydent m.st. Warszawy                                                                               | Hanna Gronkiewicz-Waltz |
| Parlament Europejski                                                                                   | przewodniczący Martin Schulz poseł Marek Siwiec |
| Izrael                                                                                                 | minister edukacji Szaj Piron Ambasador w Polsce Cewi Rawner |
| Stany Zjednoczone                                                                                      | ambasador w Polsce Stephen D. Mull specjalny wysłannik Departamentu Stanu ds. Holocaustu Douglas Davidson ocalała z getta Estelle W. Laughlin |
| Rada Przedstawicielska Instytucji Żydowskich (Conseil Représentatif des Institutions juives de France) | przewodniczący Richard Prasquier |
| pozostali przedstawiciele władz cywilnych                                                              | były prezydent Aleksander Kwaśniewski były premier Tadeusz Mazowiecki |
| przedstawiciele wyznania judaistycznego                                                                | naczelny rabin Polski Michael Schudrich |
| przedstawiciele kościoła rzymskokatolickiego                                                           | biskup polowy Wojska Polskiego Józef Guzdek metropolita warszawski kard. Kazimierz Nycz biskup warszawsko-praski Henryk Hoser nuncjusz apostolski w Polsce Celestino Migliore |
| przedstawiciele kościoła prawosławnego                                                                 | biskup polowy Wojska Polskiego Eugeniusz Bójko |
| przedstawiciele kościoła ewangelicko-augsburskiego                                                     | naczelny kapelan Ewangelickiego Duszpasterstwa Wojskowego Mirosław Wola |
| przedstawiciele świata kultury                                                                         | Andrzej Wajda Maja Komorowska Agnieszka Holland |

Obecne były także delegacje stolic europejskich – Belgradu, Berlina, Kijowa, Luksemburga, Paryża, Rygi, Rzymu, Sofii, Tallinna, Wiednia, Wilna, Zagrzebia i Pragi.

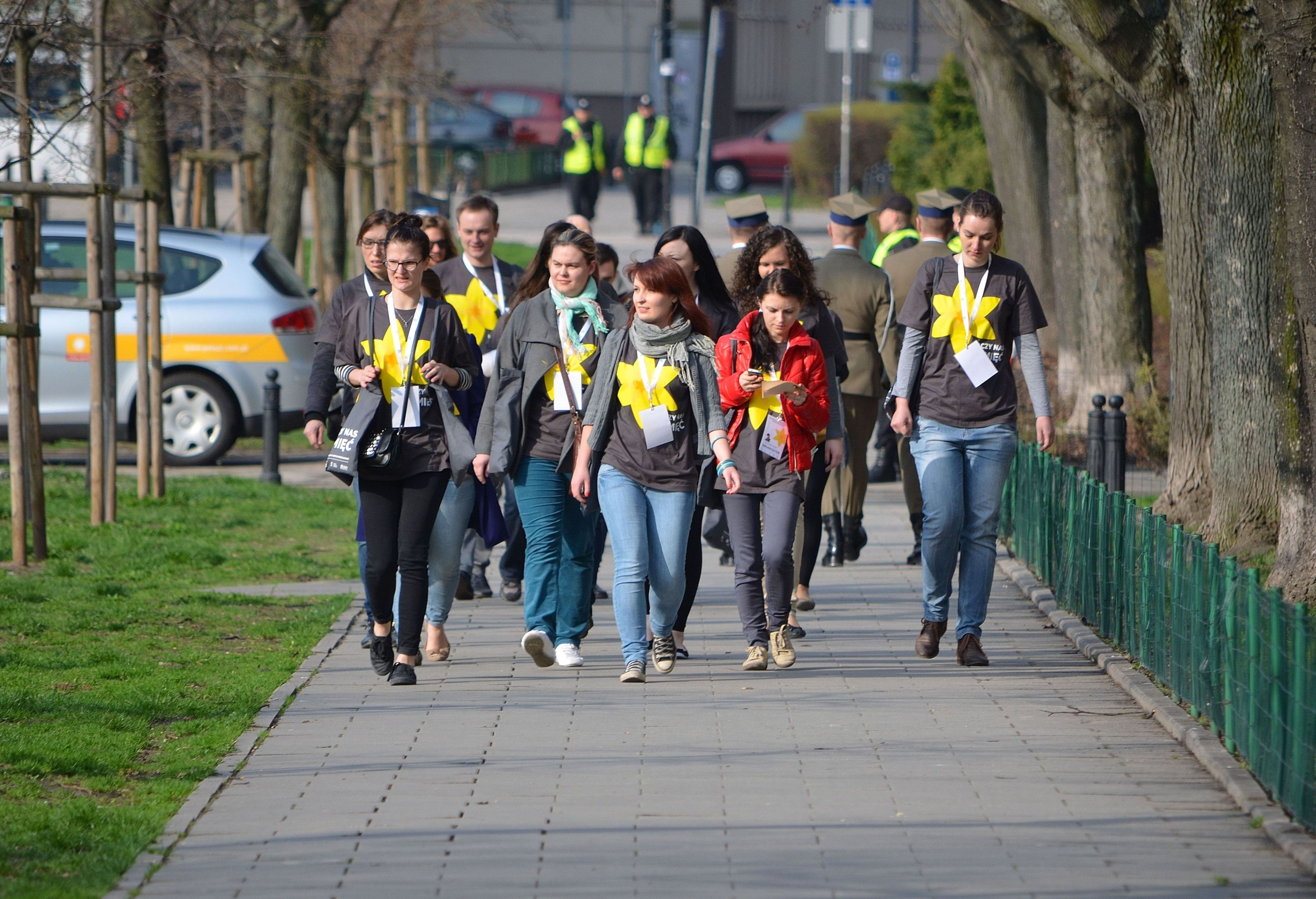
W projekcie pomagało ponad 300 wolontariuszy

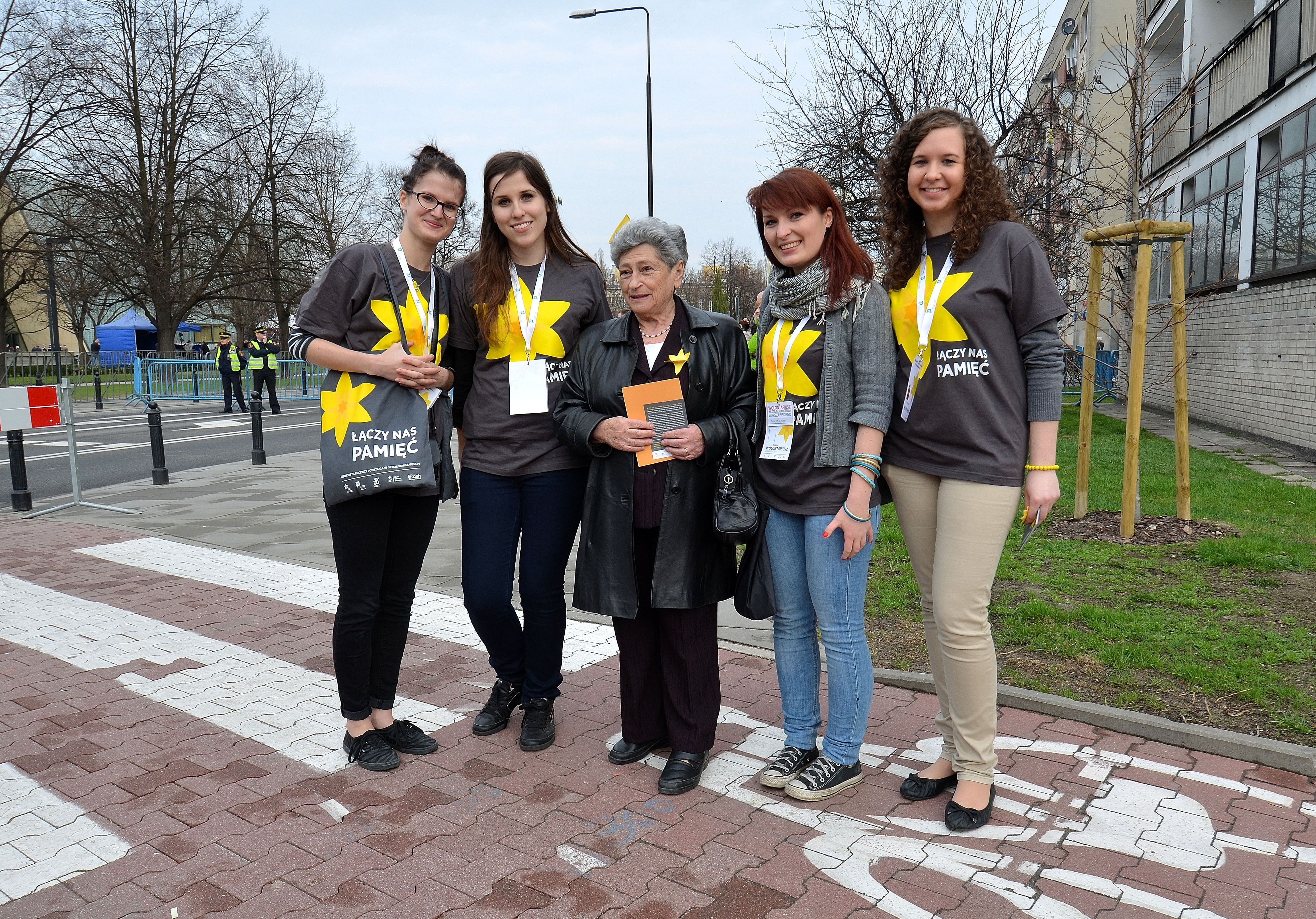
Grupa wolontariuszy z Krystyną Budnicką

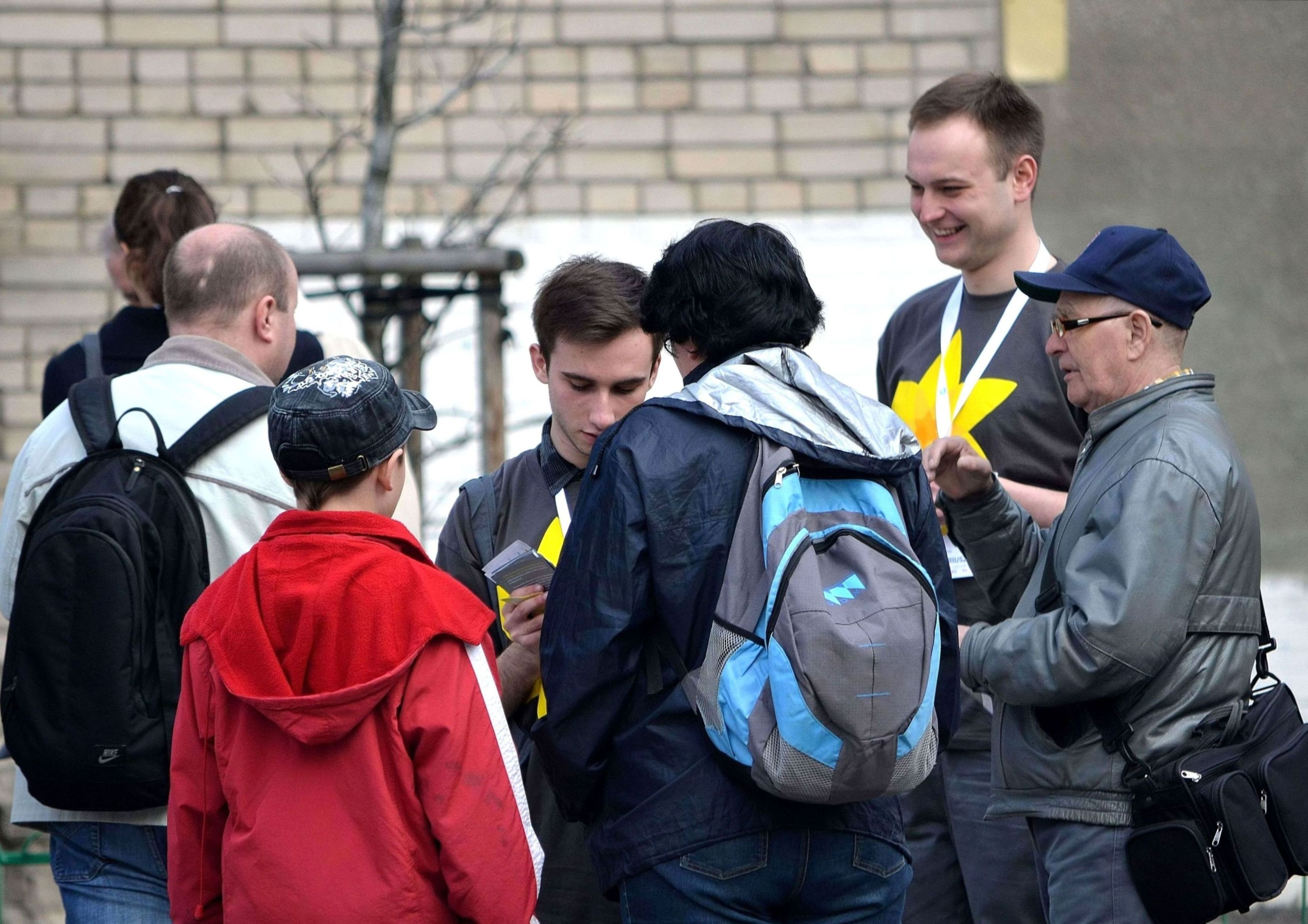
Akcja „Żonkile”, ul. Anielewicza

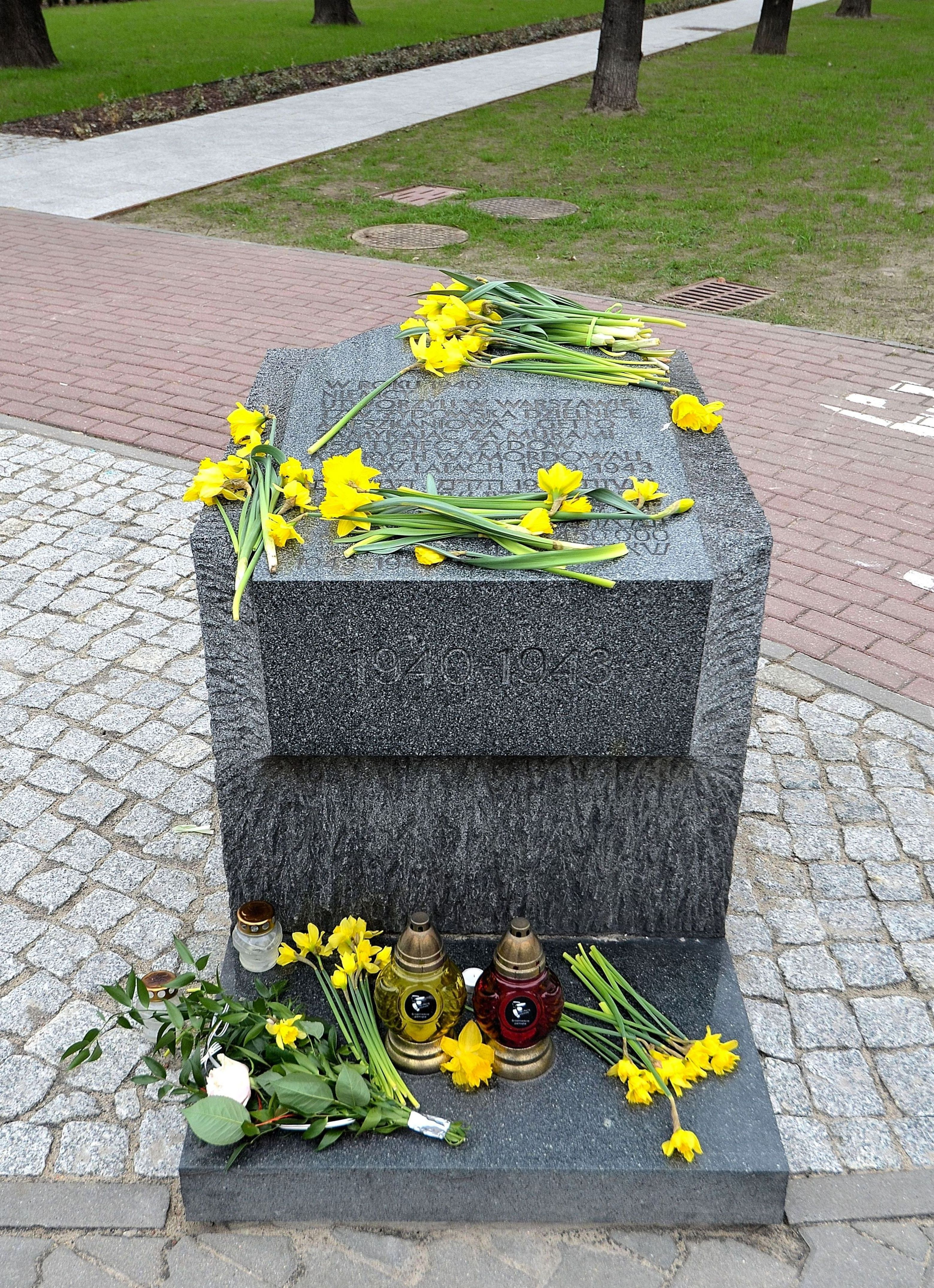
Żonkile na rozpoczynającym Trakt Pamięci Męczeństwa i Walki Żydów kamiennym bloku na rogu ulic Zamenhofa i Anielewicza

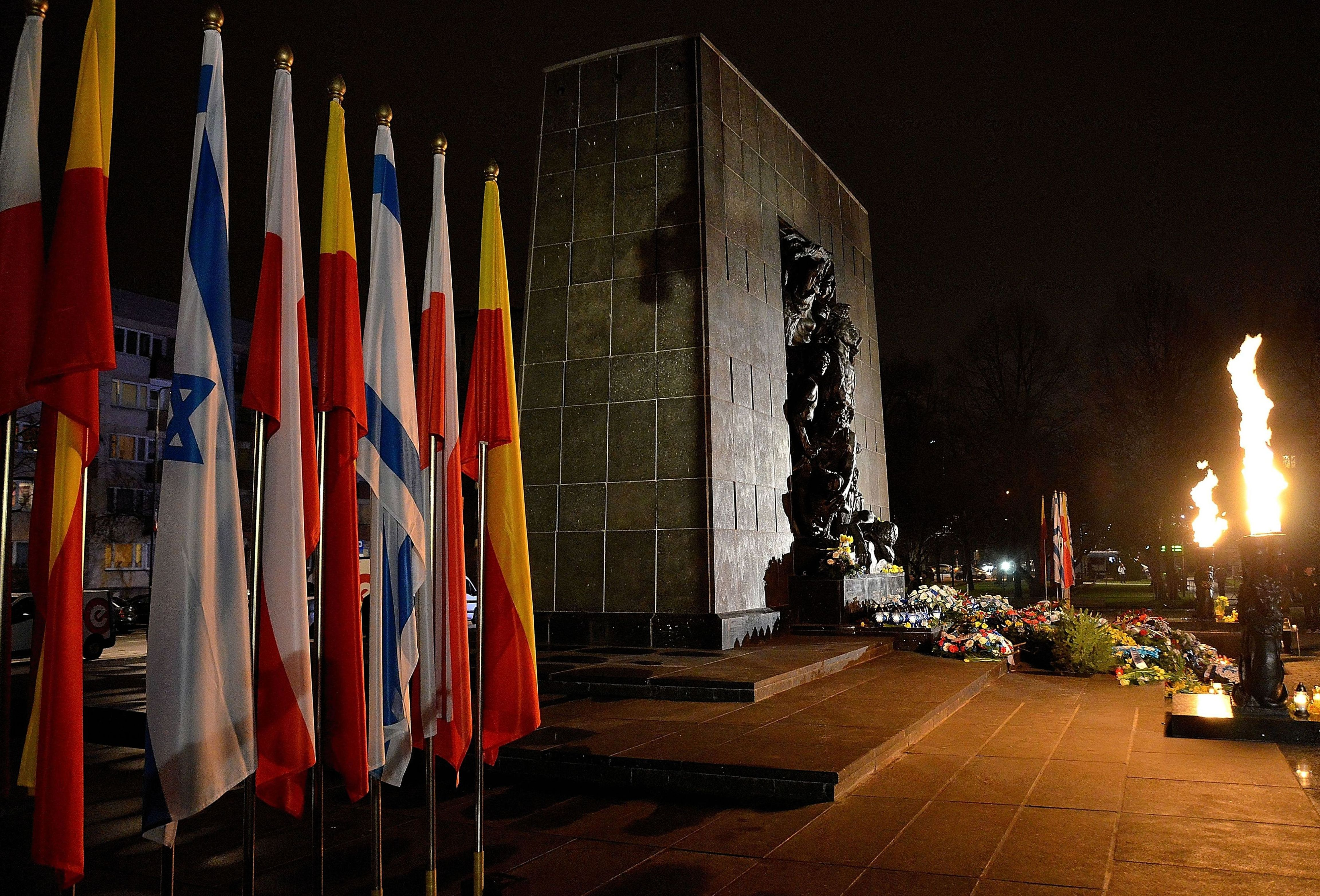
Pomnik Bohaterów Getta wieczorem 19 kwietnia 2013

- Akcja społeczno-edukacyjna „Żonkile”, której celem było przypomnienie warszawiakom oraz mieszkańcom innych polskich miast o 70. rocznicy wybuchu Powstania w Getcie Warszawskim. Marek Edelman, jeden z przywódców powstania, co roku składał w miejscach pamięci związanych z zagładą Żydów bukiet żonkili. Kwiaty te symbolizują pamięć, szacunek i nadzieję. Kwitną w tym samym czasie, gdy obchodzona jest rocznica wybuchu powstania. W dniach 19–21 kwietnia kilkuset wolontariuszy rozdawało na ulicach Warszawy i innych miejscowości papierowe żonkile-znaczki, oraz ulotki przybliżające przechodniom historię powstania w dzielnicy zamkniętej oraz zachęcając ich, aby przypięli kwiaty do ubrań na znak pamięci. Partnerami akcji byli: Gmina Wyszków, Towarzystwo Społeczno-Kulturalne Żydów w Polsce. Projekt wspierali: polskie placówki dyplomatyczne w USA i Izraelu, Centrum Dialogu im. Marka Edelmana, IPN Szczecin oraz Polsko-Niemiecka Współpraca Młodzieży. Pomysłodawczynią akcji była Ewa Budek z Muzeum Historii Żydów Polskich[9].

- „Noc całego życia” – spektakl w reżyserii Szymona Szurmieja, na podstawie scenariusza Ryszarda M. Grońskiego będący zapisem wspomnień Janusza Korczaka w ostatnią noc przed Zagładą; godz. 19.00, Teatr Żydowski – duża scena.

- Zwiedzanie Muzeum Historii Żydów Polskich: zwiedzania budynku Muzeum oraz na koncert. Organizator: Muzeum Historii Żydów Polskich

- Koncert upamiętniający wybuch Powstania w Getcie Warszawskim: Wystąpią: światowej sławy kantor Yacov Lemmer oraz kwartet Filharmoników Izraelskich. Wstęp za zaproszeniami. Organizator: Stowarzyszenie Żydowski Instytut Historyczny, Muzeum Historii Żydów Polskich

- „Archeologia. Sztuka polska wobec Holokaustu”: wystawa Żydowskiego Instytutu Historycznego w Galerii Kordegarda. W Kordegardzie zaprezentowane zostaną prace związane z przestrzenią miasta rozumianą, jako nośnik pamięci. Główną ekspozycję stanowić będzie stolik z ceramiczną zastawą, niedawno odnaleziony i odkopany na terenie getta warszawskiego.

- O godz. 10 we wszystkich kościołach Archidiecezji Warszawskiej zabrzmiały dzwony. Na mszach św. odmówiona została modlitwa: „Módlmy się za ofiary powstania w getcie warszawskim, którego siedemdziesiątą rocznicę właśnie obchodzimy, aby ich bohaterstwo i cierpienie nie poszły na marne, lecz przyniosły dobre owoce trwałego pojednania między ludźmi, narodami i religiami”[10].

- W Telewizji Polskiej wyemitowano specjalne programy i filmy.
  - TVP1: specjalne wydanie „Kawy czy herbaty”; specjalne, rocznicowe wydanie „Polityki przy kawie”; O godz. 10.30 TVP1 wyemitowała film dokumentalny Jerzego Bossaka „Requiem dla 500 tysięcy”, a potem, w trzech wejściach o godz. 13.20,16.20 i 16.45, pokazała sylwetki bohaterów powstania.
  - TVP Kultura o godz. 9.30 zaprezentowała „Wielki Tydzień”, dramat psychologiczny w reżyserii Andrzeja Wajdy.
  - TVP Historia o godz. 11.40 wyemitowała reportaż „Gwoździec. Rekonstrukcja” – o odtwarzaniu polichromii z dawnej synagogi; o godz.14.15 materiał archiwalny „Nieopłakani, niepogrzebani”; „Cafe Historia” (godz. 18.00) w całości poświęcona była Muzeum Historii Żydów Polskich; o godz. 20.55 wyemitowano premierowy film dokumentalny „Polskie, międzynarodowe spotkania młodzieżowe”; o 1.10 wyemitowano „Wiera Gran” w reżyserii Marii Zmarz-Koczanowicz; o 2.25 wyemitowano film Michała Nekandy-Trepki „Narodzona po raz drugi”.
  - TVP INFO pokazała o godz. 23.30 film dokumentalny w reż. Zbigniewa Wawra „Ostatni bój warszawskiego getta” o historii i przebiegu powstania na podstawie materiałów archiwalnych i wspomnień Marka Edelmana.

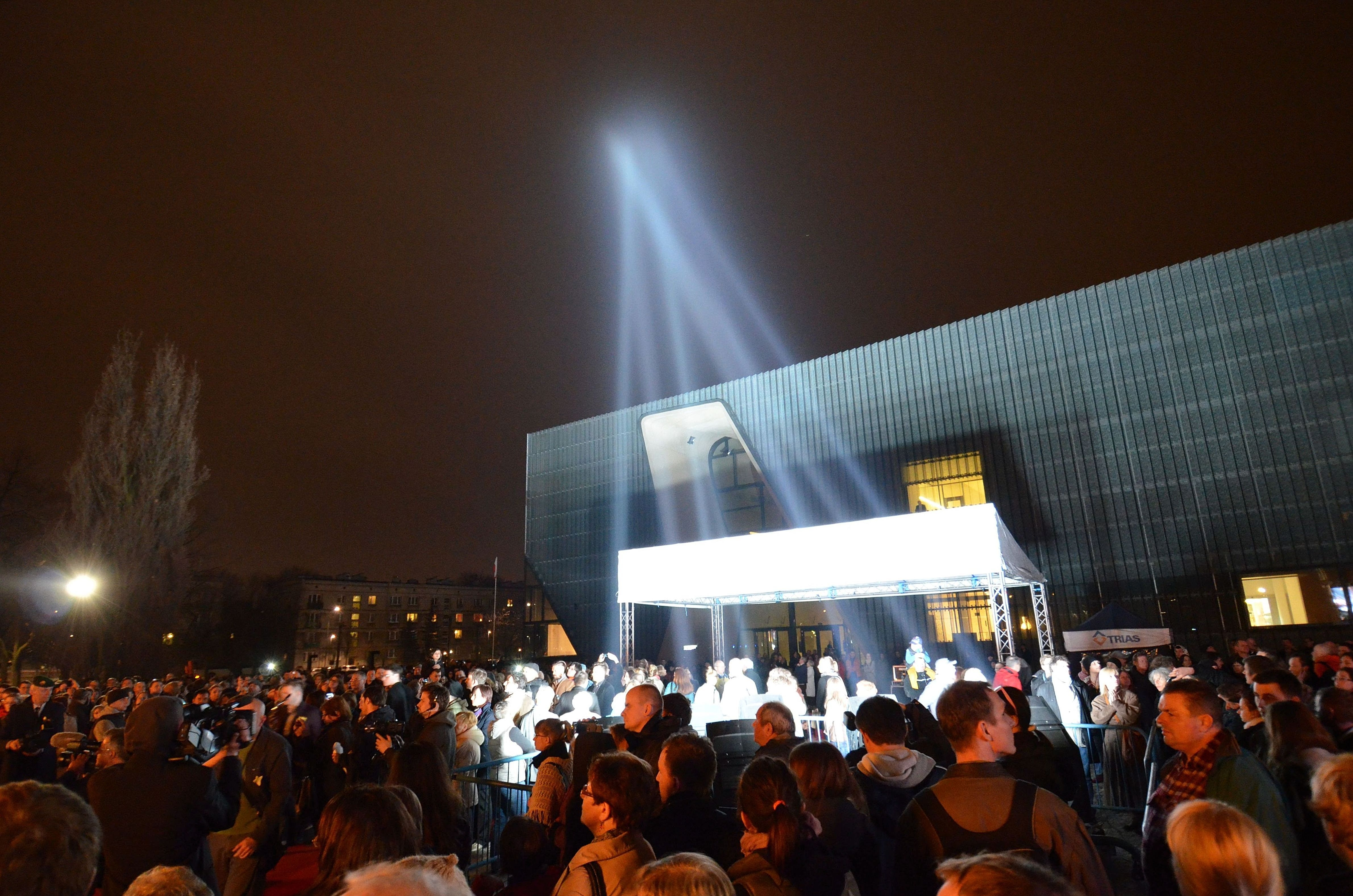
Instalacja świetlna w hołdzie uczestnikom powstania w getcie warszawskim i powstania warszawskiego przed Muzeum Historii Żydów Polskich

- Uruchomienie instalacji świetlnej w hołdzie uczestnikom warszawskiego getta oraz powstańcom warszawskim przed Muzeum Historii Żydów Polskich i Muzeum Powstania Warszawskiego. Instalację przed Muzeum Historii Żydów Polskich uruchomił Symcha Ratajzer-Rotem „Kazik”, a przed Muzeum Powstania Warszawskiego – Eugeniusz Tyrajski „Sęk”, były harcerz Szarych Szeregów i żołnierz AK. Uruchomienie reflektorów przed MHŻP poprzedziło odczytanie wiersza Okno na tamtą stronę Władysława Szlengla[11].

### 20 kwietnia

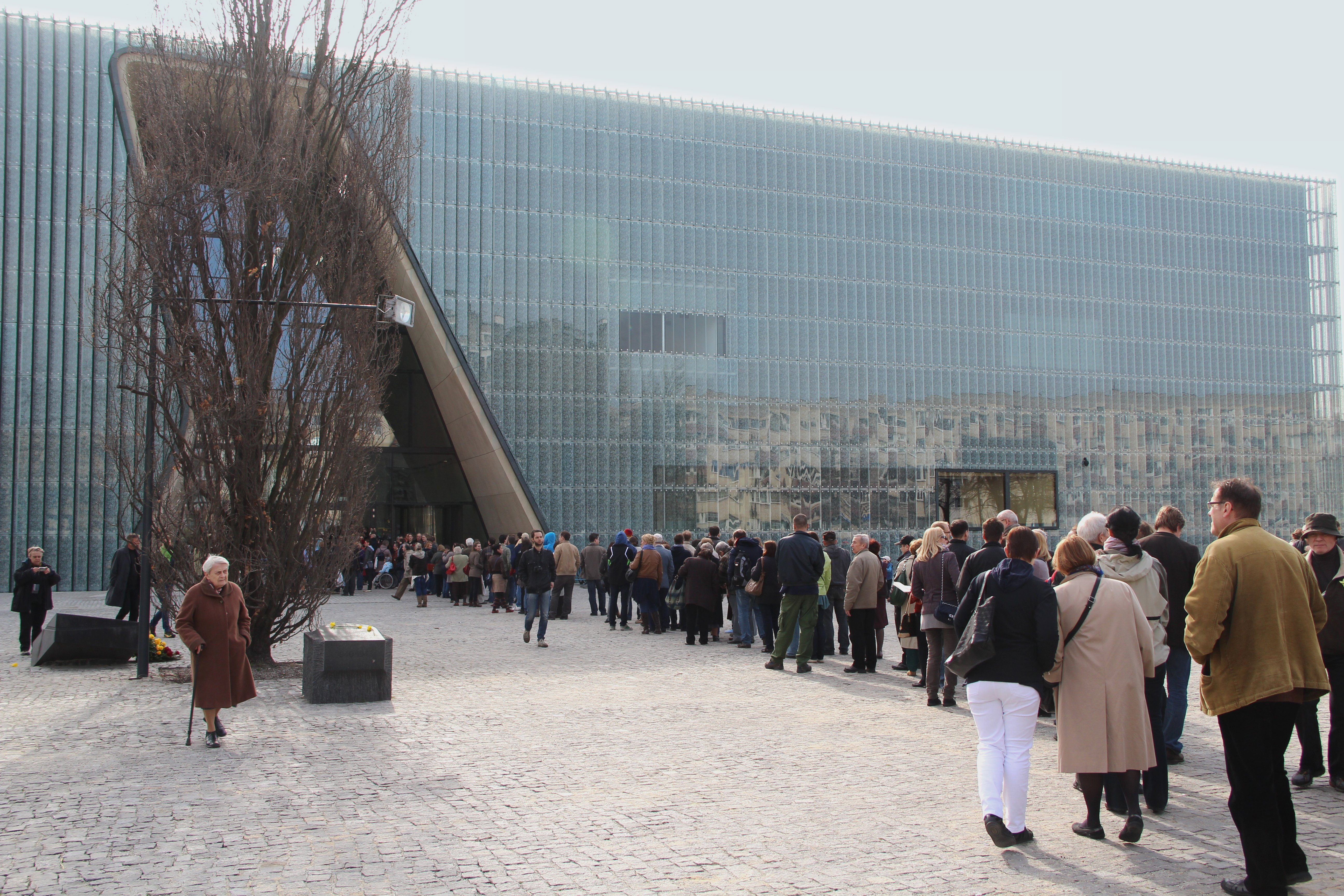
Kolejka zwiedzających podczas dni otwartych Muzeum Historii Żydów Polskich

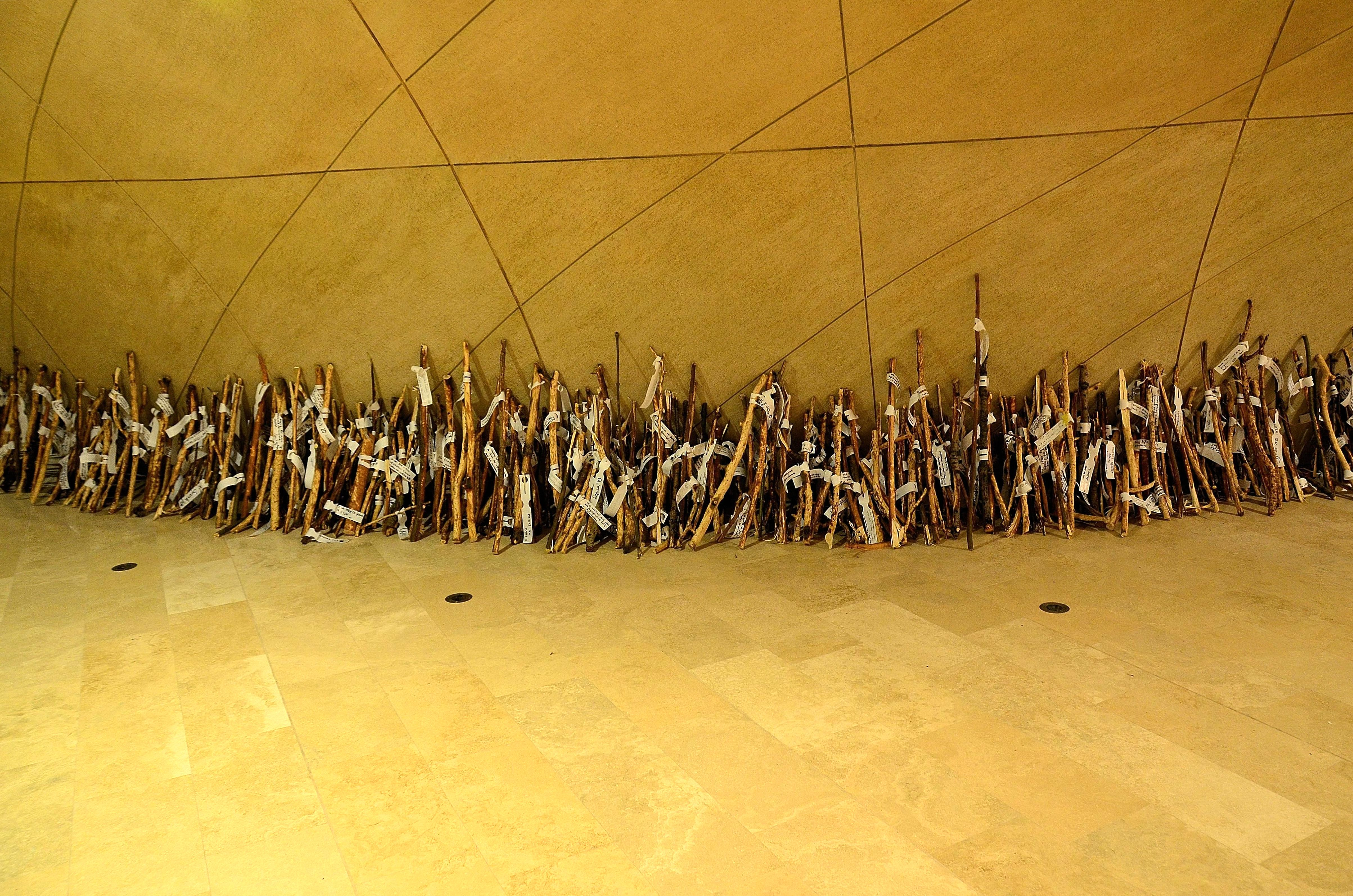
Akcja Moje muzeum – Drzewko Marzeń w Muzeum Historii Żydów Polskich

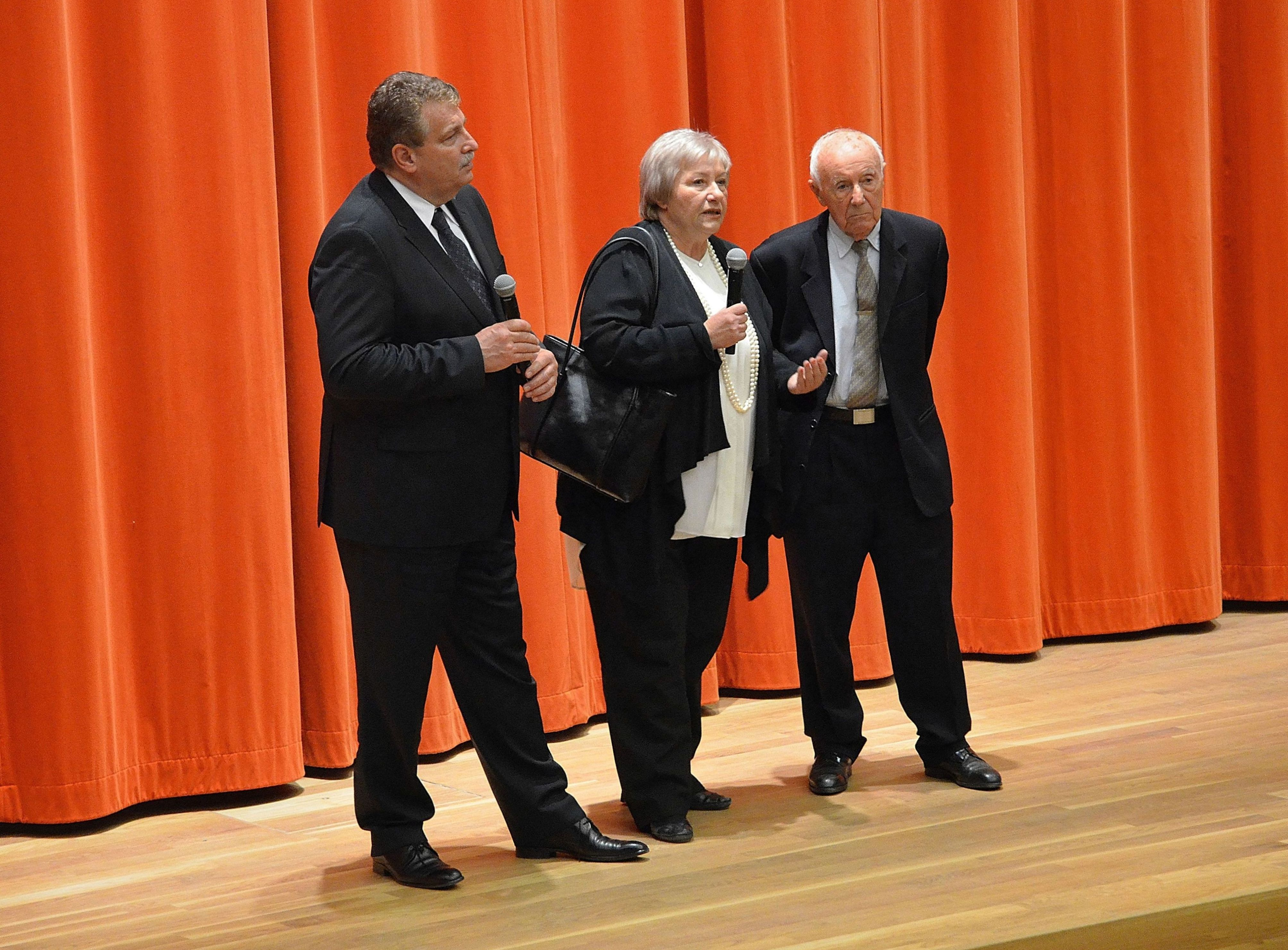
Krzysztof Grabowski, Agnieszka Arnold i Symcha Ratajzer na premierze filmu Rotem w Muzeum Historii Żydów Polskich

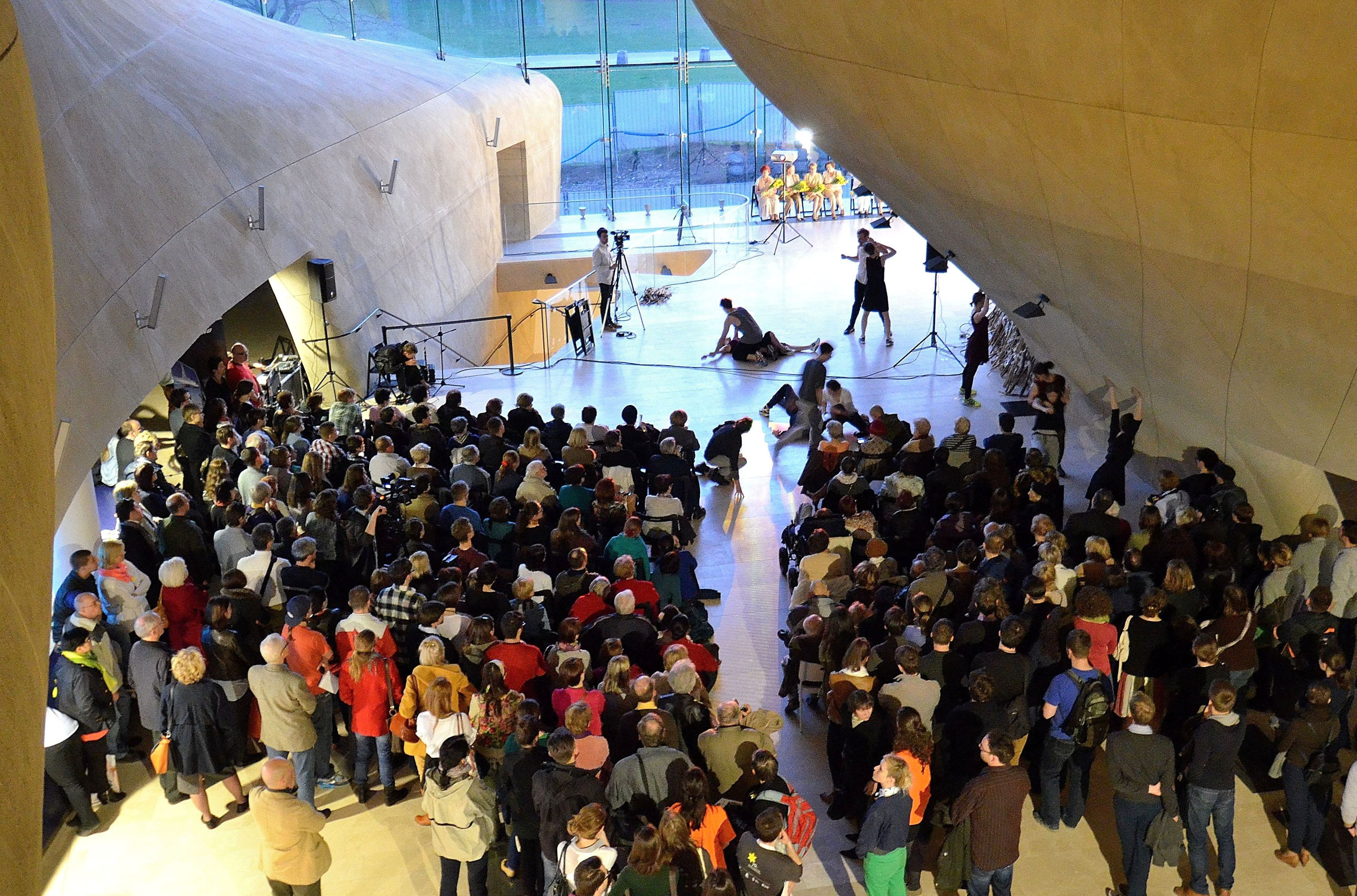
Spektakl Mapy pamięci w Muzeum Historii Żydów Polskich

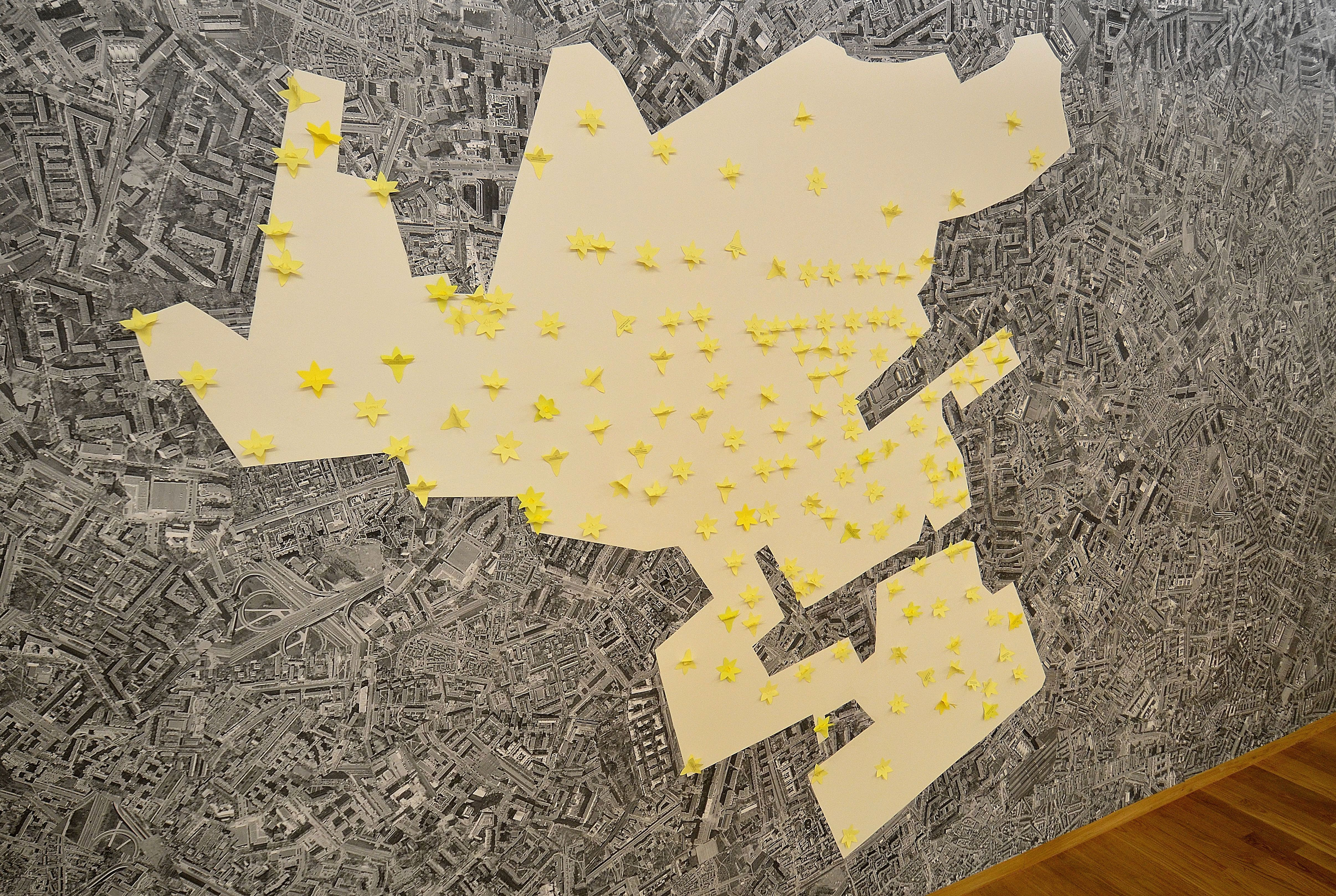
Naścienna instalacja rocznicowa Kobierzec z żonkili w Muzeum Historii Żydów Polskich

- Dni otwarte Muzeum Historii Żydów Polskich Polin (20–21 kwietnia). W ciągu dwóch dni muzeum odwiedziło ponad 15 000 osób[12].
- Premiera filmu Agnieszki Arnold „Rotem”. Premiera filmu o Symsze Ratajzerze Rotemie – jednym z ostatnich żyjących uczestników powstania. Obraz wyreżyserowała Agnieszka Arnold – znana polska dokumentalistka i reporterka telewizyjna. Organizator: Muzeum Historii Żydów Polskich i firma Baltmedia

- „Mapy pamięci”: spektakl w wykonaniu studentów Teatru Baza (warsztaty teatralno-ruchowe) i grupy studentek Uniwersytetu III Wieku przy Fundacji Shalom. Scenariusz powstał m.in. w oparciu o relacje z getta warszawskiego Marka Edelmana oraz spotkania i nagrania wywiadów z ocalałymi ze Stowarzyszenia Dzieci Holocaustu. Organizator: Muzeum Historii Żydów Polskich

- Spotkanie z Ryszardem Horowitzem – słynnym artystą, autorem plakatu upamiętniającego rocznicę powstania w getcie warszawskim. Organizator: Dom Spotkań z Historią

- „Noc całego życia”: Spektakl w reżyserii Szymona Szurmieja, na podstawie scenariusza Ryszarda M. Grońskiego, będący zapisem wspomnień Janusza Korczaka w ostatnią noc przed Zagładą. „Noc całego życia” jest jednocześnie retrospektywną opowieścią i rachunkiem sumienia człowieka znajdującego się w obliczu śmierci… Podczas części oficjalnej przed spektaklem zostaną wręczone medale Stowarzyszenia Żydów Kombatantów i Poszkodowanych w II Wojnie Światowej. Organizator: Teatr Żydowski im. Estery Rachel i Idy Kamińskich. Partnerzy: Stowarzyszenie Żydów Kombatantów i Poszkodowanych w II Wojnie Światowej

### 21 kwietnia

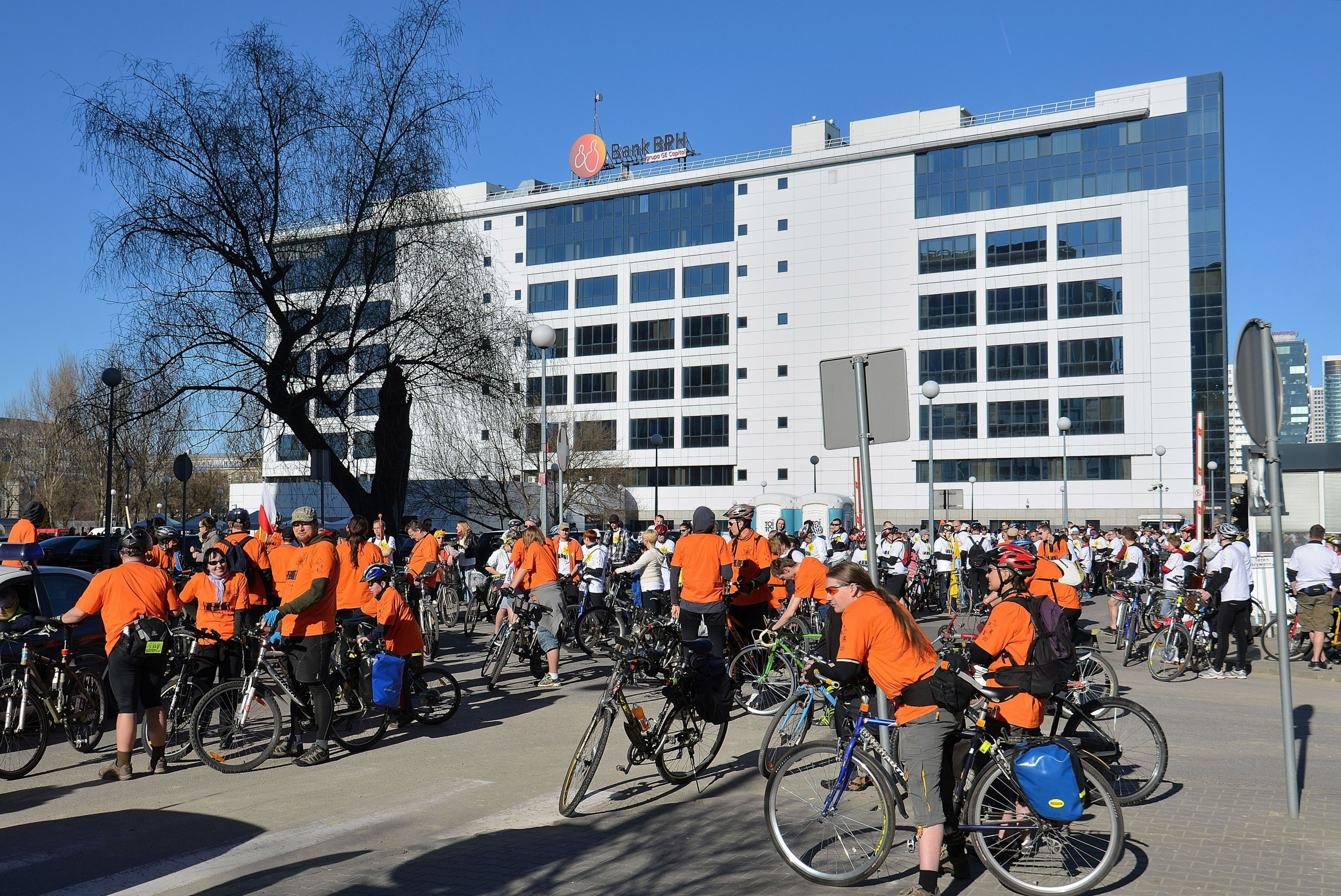
Start warszawskiej Masy Krytycznej 1943 w hołdzie bohaterom getta pod Muzeum Powstania Warszawskiego

- Premiera filmu „Historie ratowania”: Pierwszy pokaz dokumentu Joanny Król i Karoliny Dzięciołowskiej. Bohaterkami filmu są dwie ocalone z Holocaustu przyjaciółki – pani Jadwiga Rytlowa i pani Janina Goldhar. Organizator: Muzeum Historii Żydów Polskich Polin

- „Noc całego życia” – spektakl w reżyserii Szymona Szurmieja, na podstawie scenariusza Ryszarda M. Grońskiego będący zapisem wspomnień Janusza Korczaka w ostatnią noc przed Zagładą; godz. 19.00, Teatr Żydowski – duża scena.

- Przejazd rowerowy trasą pamięci związaną z powstaniem w getcie warszawskim. Początek trasy: Muzeum Powstania Warszawskiego o godz. 17.00. Na trasie znalazły się m.in. Pomnik Umschlagplatz, Żydowski Instytut Historyczny w pobliżu nieistniejącej synagogi na Tłomackiem (w jej miejscu stoi dziś Błękitny Wieżowiec), Synagoga Nożyków i siedziba Związku Gmin Wyznaniowych Żydowskich. Masa zakończyła się przed nowo otwartym gmachem Muzeum Historii Żydów Polskich Polin. W imprezie wzięło udział około 1500 rowerzystów. Organizatorzy: Masa Krytyczna, Muzeum Historii Żydów Polskich Polin[13]

- Koncert „Tribute to Marek Edelman”: „Bund band. Tribute to Marek Edelman” to specjalny polsko-słowacki projekt, który powstał na zamówienie Muzeum Historii Żydów Polskich Polin. Rewolucyjne pieśni Bundu, którego członkiem był Marek Edelman, wykonają muzycy sceny jazzowej pod kierunkiem Wojtka Mazolewskiego. Organizator: Muzeum Historii Żydów Polskich Polin

- Konferencja „Remember, Imagine, Act: Examining the Legacies of Jan Karski, Emanuel Ringelblum and Raphael Lemkin”. Udział wezmą m.in. Samuel Kassow (autor biografii Ringelbluma), prof. Roman Kuźniar, Judith Goldstein oraz ambasador Maciej Kozłowski. Prowadzenie: Jacek Żakowski. Organizator: Fundacja Humanity in Action, Muzeum Historii Żydów Polskich Polin

- Spotkanie z Ocalałymi. Muzeum Historii Żydów Polskich, sala projekcyjna, godz. 13.00.

- „Łańcuch pamięci” – o godz. 19.00 ustawienie się osób wzdłuż linii granic Getta i zapalenie przez każdego uczestnika świeczki na znak pamięci o Ofiarach Getta. Szlak prowadzi ulicami: Żytnia, Sienna, Śliska, E. Plater, pl. Grzybowski, Graniczna, Przechodnia, Elektoralna, Senatorska, Bielańska, Bohaterów Getta, Świętojerska, Freta, Franciszkańska, Bonifraterska, Muranowska, Stawki, Okopowa, Dzielna, Bellotiego[14].

- „Pieśni z Getta” – koncert na ul. Chłodnej w pobliżu symbolicznej kładki łączącej Małe i Duże Getto – godz. 19.30. Autorski spektakl Bente Kahan. Wykonanie: Anna Błaut – polskie teksty, śpiew, Bente Kahan – śpiew, gitara. Akompaniament: Tomasz Kasiukiewicz – fortepian, Igor Pietraszewski – klarnet, saksofon i inne dęte instrumenty.

- „Tu było Getto…” – wystawa multimedialna fotografii archiwalnych ze zbiorów Żydowskiego Instytutu Historycznego oraz Cyfrowego Archiwum Wolskich Regionaliów. Ideą wystawy jest ukazanie dwóch światów – świata zamkniętej dzielnicy żydowskiej i świata odbudowanego na jej zgliszczach.

- Wirtualny spacer po getcie warszawskim z Jerzym S. Majewskim; godz. 12.00, Centrum Kultury Jidysz, ul. Andersa 15

- Małe getto – spacer edukacyjny; godz. 11.00-13.30, 13.00-15.30, 15.00-17.30. Początek spaceru przy bramie na Złotej 62 (odcinek ulicy między al. Jana Pawła II i Żelazną).

- Gra miejska „Konspiracja” – gra rozpocznie się pod Pomnikiem Bohaterów Getta o godz. 10.00 i potrwa do godz. 14.30.

- Czytanie performatywne na podstawie „Dziennika z getta warszawskiego” Mary Berg. Reżyseria: Karolina Kirsz. Występują: Monika Chrząstowska, Alina Świdowska; godz. 15.00, Centrum Kultury Jidysz, ul. Andersa 15

- Pokaz filmu „Gra uliczna”, reż. Aleksander Ford; godz. 17.00, Centrum Kultury Jidysz, ul. Andersa 15

- „Nizkor – o powstaniu '43”, Gmina Wyznaniowa Żydowska, ul. Twarda 6

- Powstanie w getcie warszawskim w filmach fabularnych. Od „Ulicy Granicznej” do „Pianisty”. Wykład Rafała Dajbora. Klub Towarzystwa Społeczno-Kulturalnego Żydów, pl.Grzybowski 12/16

- Premiera filmu „Ocaleni” (55') Joanny Król i Karoliny Dzięciołowskiej; godz. 19.00, Audytorium Muzeum Historii Żydów Polskich Polin

- Transmisja koncertu André Ochodlo & Odem Trio; godz. 20.05 Polskie Radio Program Trzeci[15]

- Modlitewny marsz chrześcijan i żydów[16].

### Konferencja „Być świadkiem Zagłady. W 70. rocznicę powstania w warszawskim getcie”
Konferencja poświęcona postawom wobec Zagłady i jej świadkom. Wydarzenie pod Honorowym Patronatem Prezydenta RP Bronisława Komorowskiego.
Konferencja odbędzie się w dniach 21–23 kwietnia, otwarcie nastąpi w Żydowskim Instytucie Historycznym (ul. Tłomackie 3), a panele będą odbywać się w Centrum Edukacyjnym IPN im. Janusza Kurtyki Przystanek Historia (ul. Marszałkowska 21/25).
Bloki tematyczne:
I – Bezsilność, obojętność i milczenie świadków
II – Społeczeństwa europejskie wobec Zagłady
III – Europejskie ruchy oporu wobec Zagłady
IV – Kościoły wobec Zagłady
V – Żydzi – świadkowie Zagłady
VI – Co zostało z Hilbergowskiej triady „Sprawcy – ofiary – świadkowie“?
Organizatorzy: Instytut Pamięci Narodowej, Centrum Badań nad Zagładą Żydów Instytut Filozofii i Socjologii PAN, Żydowski Instytut Historyczny im. E. Ringelbluma.

### 22 kwietnia
- Spektakl „Josela Rakowera rozmowa z Bogiem” Zvi Kolitza: Monodram w interpretacji Sławomira Hollanda przy akompaniamencie Michała Górczyńskiego. Organizator: Muzeum Historii Żydów Polskich Polin

### 23 kwietnia
- Otwarcie festiwalu „Jewish Motifs”. Uroczyste otwarcie festiwalu filmowego poświęconego tematyce żydowskiej. Organizator: Muzeum Historii Żydów Polskich Polin

### Międzynarodowy Festiwal Filmowy „Żydowskie Motywy”
- 24 – 28 kwietnia: 9. edycja Międzynarodowego Festiwalu Filmowego „Żydowskie Motywy”.

### 28 kwietnia
- Debata „Czy Polacy wciąż biednie patrzą na getto? Od moralnego świadectwa do etyki pamięci”. Dyskusja panelowa o stanie polskiej pamięci: jak Polacy odnajdują się w roli świadków Zagłady? Punktem wyjścia do dyskusji będzie esej Jana Błońskiego „Biedni Polacy patrzą na getto” (1987), a także historyczne publikacje polskich badaczy Zagłady z ostatniej dekady autorstwa Barbary Engelking, Augusta Grabskiego, Jana Grossa, Joanny Tokarskiej-Bakir, Jolanty Żyndul. Organizator: Muzeum Historii Żydów Polskich Polin
- Modlitwa katolików z parafii św. Augustyna przed pomnikiem Bohaterów Getta, śpiewanie pieśni religijnych; godz. 16.00[17]

### 5 maja
- Wycieczka rowerowa szlakiem kultury żydowskiej. Inauguracja cyklicznych wycieczek rowerowych szlakiem kultury żydowskiej na Mazowszu. Organizator: Muzeum Historii Żydów Polskich Polin

### 7 maja
- Panel „Dekonstrukcja pamięci i historii”. Panel dyskusyjny poświęcony Żydowskiemu Związku Wojskowemu i powstaniu w warszawskim getcie. Dyskusja nad książką Dariusza Libionki i Laurence’a Weinbauma. Organizator: Muzeum Historii Żydów Polskich Polin

### 12 maja
- Finałowy dzień festiwalu Nowa Muzyka Żydowska: Warsztaty plastyczno-muzyczne dla dzieci pt. Clilim Becwaim, koncert pt. Babcias Memory w wykonaniu formacji River Loam Trio oraz koncert finałowy festiwalu Warsztaty plastyczno-muzyczne dla dzieci pt. Clilim Becwaim, koncert pt. Babcias Memory w wykonaniu formacji River Loam Trio oraz koncert finałowy festiwalu – projekt specjalny – Great Jewish Songbook w wykonaniu formacji Horny Trees Big Band.- projekt specjalny – Great Jewish Songbook w wykonaniu formacji Horny Trees Big Band.

### 16 maja
- Koncert upamiętniający zburzenie Wielkiej Synagogi: Wykonanie kompozycji „Lament serca” Jerzego Maksymiuka. Bezpośrednią inspiracją do napisania dzieła było zniszczenie pomnika upamiętniającego ofiary kieleckiego getta. Utwór jest równocześnie muzycznym hołdem złożonym wszystkim zamordowanym Żydom. Dyrygent: Jerzy Maksymiuk, wykonanie: Warszawscy Soliści Concerto Avenna. Organizator: Muzeum Historii Żydów Polskich Polin

- Rozstrzygnięcie konkursu na upamiętnienie Wielkiej Synagogi na Tłomackiem, w 70. rocznicę zburzenia jej przez hitlerowców w symbolicznym akcie unicestwienia Żydów warszawskich. Rozdaniu nagród towarzyszyć będzie wystawa pokonkursowa. Kulminacją dnia będzie otwarcie plenerowej instalacji architektonicznej, prezentującej rekonstrukcję placu Tłomackiego, połączone z występem chóru Synagogi Pod Białym Bocianem, wykonującym utwory z repertuaru wybitnych przedwojennych kantorów warszawskich.

## Wydarzenia poza Warszawą

### Polska
- „Pieśni z getta” – 16, 17, 18 kwietnia, ul. Włodkowica 7, Wrocław, Synagoga pod Białym Bocianem[18]

### Niemcy
- Koncert z okazji 70 rocznicy Powstania w Getcie Warszawskim w wykonaniu Chóru Cantus Domus (Niemcy) oraz Elbląskiej Orkiestry Kameralnej pod batutą dyrygenta Ralfa Sochaczewsky’ego (Niemcy) – 20 kwietnia, Gethsemanekirche w Berlinie. W programie: Johannes Brahms – Ein deutsches Requiem op. 45 oraz Arnold Schönberg – A Survivor from Warsaw op. 46

## Specjalne znaczki pocztowe
Poczty w Polsce i Izraelu wydają okolicznościowe znaczki. Znaczek Poczty Izraelskiej przedstawia Pawła Frenkla, lidera Żydowskiego Związku Wojskowego. Znaczki Poczty Polskiej zaprojektowała Marzanna Dąbrowska. Przedstawiają symbol obchodów. Znaczki Poczty Polskiej wejdą do obiegu 19 kwietnia. Razem z nimi ukaże się kolekcjonerska koperta pierwszego dnia obiegu ze zdjęciem schwytanych przez Niemców uczestniczek powstania w getcie.